# Saint-aubin (AOC)
Pour les articles homonymes, voir Saint-Aubin.
Le saint-aubin est un vin français d'appellation d'origine contrôlée (AOC), produit sur une partie de la commune de Saint-Aubin, dans le département de la Côte-d'Or (région Bourgogne-Franche-Comté). Il fait partie du vignoble de la côte de Beaune.
Ce vin, produit principalement en blanc complété avec environ un septième de la production en rouge en 2023 est classé parmi les appellations communales du vignoble de la côte de Beaune et compte plusieurs premiers crus, en rouge et en blanc. L'aire de production se trouve dans une petite vallée reliant La Rochepot à la côte d'Or, juste au-dessus du grand cru montrachet.

## Histoire
Les vins de Saint-Aubin sont connus sous ce nom que depuis le XXe siècle, d'abord au sein de l'appellation générique côte-de-beaune-villages à partir de 1937, puis comme appellation saint-aubin depuis 1970, spécialisée de plus en plus en blanc pour profiter de la proximité avec le cru prestigieux du montrachet.

### Naissance du vignoble
Le début de la culture de la vigne le long de la côte d'Or est difficile à dater, faute de preuve. Selon les auteurs, ça remonterait à la période romain (la thèse la plus tardive mentionne le IIIe siècle de notre ère) ou à celle des Gaulois (au IIe siècle avant notre ère, voire dès le VIe siècle). Les seules certitudes concernent d'une part la consommation de vin par l'élite celte (de grandes quantités de débris d'amphores ayant été retrouvés) et d'autre part l'existence de la viticulture à partir de la fin du Ier siècle (fouilles de Gevrey-Chambertin en 2008-2009, en plaine) confirmée par les écrits de Columelle.
L’édit de l'empereur romain Domitien en 92 après notre ère interdit la plantation de nouvelles vignes hors d’Italie et ordonne d'arracher une partie des vignes en Gaule lyonnaise, aquitaine et narbonnaise afin de limiter la concurrence et de favoriser la production de céréales. Les effets de cet édit sont inconnus, le vignoble est supposé survivre. Mais Probus annula cet édit en 280. En 312, un disciple d'Eumène rédigea la première description du vignoble de la côte d'Or.

### Premières mentions de Saint-Aubin

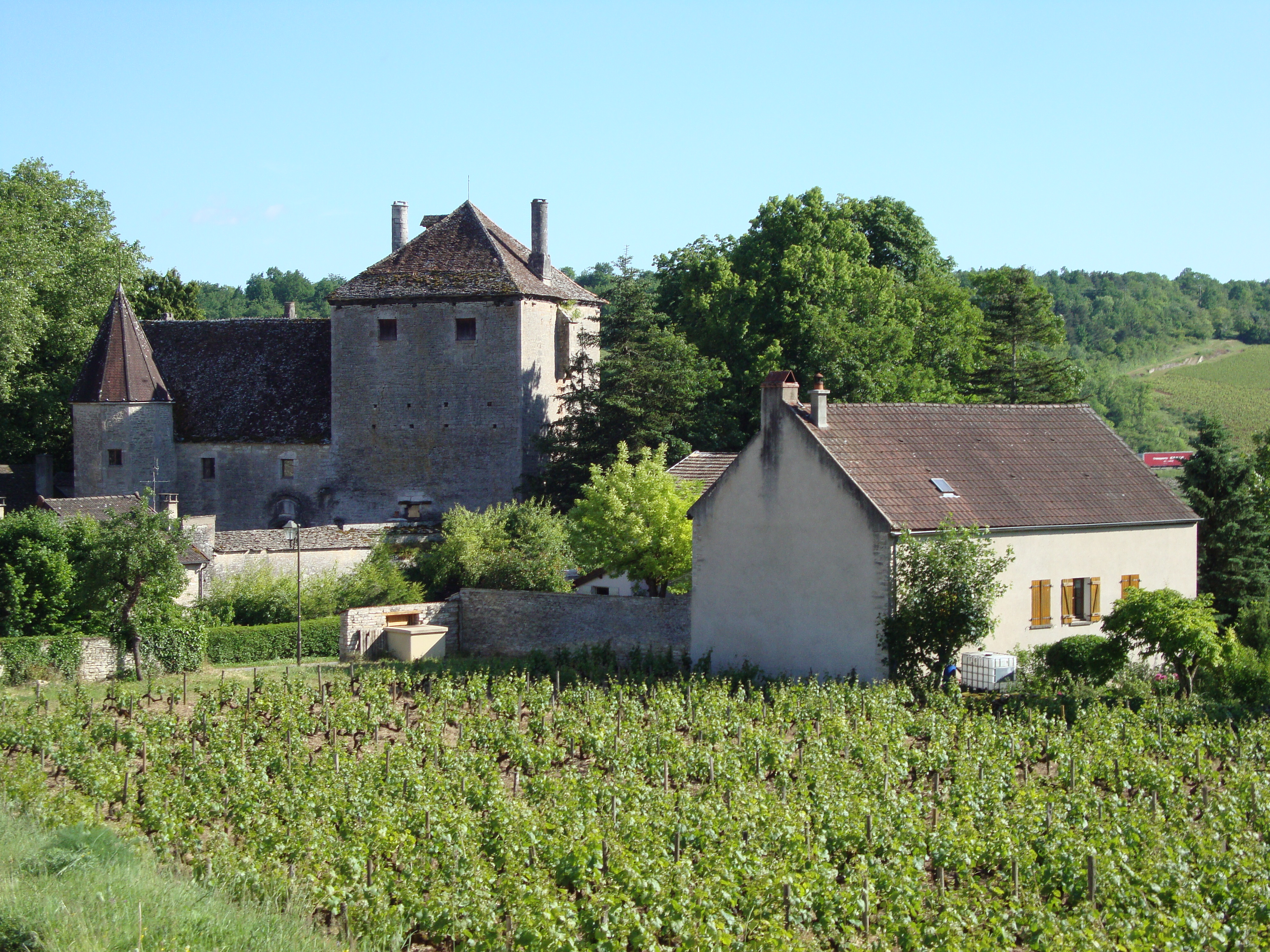
Le château de Gamay, entouré du hameau du même nom, qui est aussi celui d'un cépage bourguignon : le gamay.

Durant la période médiévale, le christianisme favorise l'extension de la vigne par la création de domaines viticoles par les institutions ecclésiastiques. Dès le VIIe siècle, le chapitre d'Autun possèdent quelques vignes à Saint-Aubin (qui dépend alors comme toute la côte de Beaune du diocèse d'Autun), qui complètent celles qu'il possède à Meursault, Aloxe, Sampigny et Chenôve. Puis les ordres monastiques implantent à leur tour des vignes, notamment à Saint-Aubin celles des cisterciens des abbayes de Maizières et de la Bussière.
La voie de communication empruntant la vallée de Saint-Aubin est attestée avant l'an 1000 ; un château fort du XIIIe siècle en contrôle l'accès, le château de Gamay.
En août 1395, le duc de Bourgogne Philippe le Hardi décida d’améliorer la qualité des vins et interdit la culture du gamay au profit du pinot noir sur ses terres : cet ordre est renouvelé plusieurs fois, ce qui fait douter de son efficacité. À la mort de Charles le Téméraire, le vignoble de Bourgogne fut rattaché à la France, sous le règne de Louis XI.

### XVIIIeetXIXesiècles

#### Développement des transports

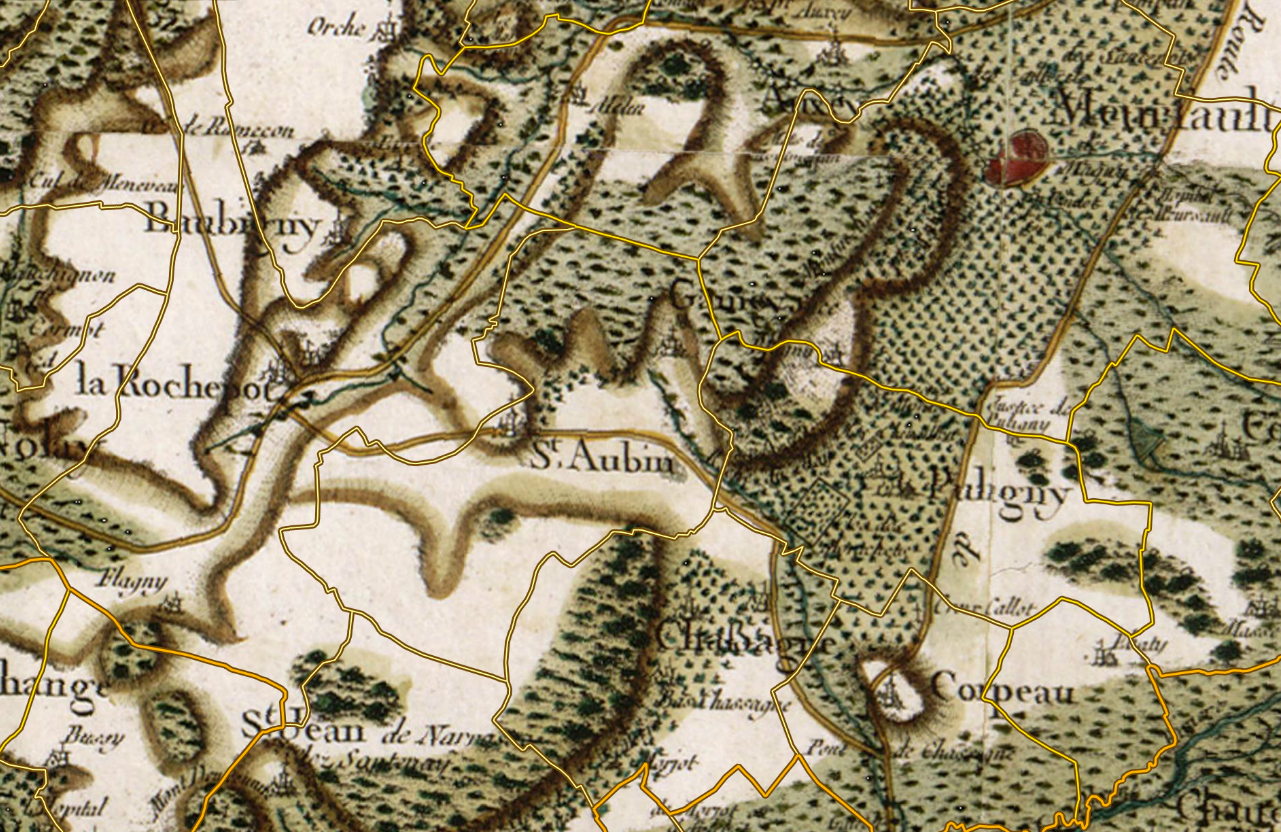
Extrait de la carte de Cassini de 1759 : très peu de vignes sur la commune, concentrées entre le village et Gamay.

Le transport du vin sur les longues distances se fait jusqu'à l'époque moderne de préférence par la voie fluviale (par les axes Saône-Rhône et Yonne-Seine), mais l'amélioration du réseau routier au XVIIIe siècle (routes refaites et entretenues) profite aux vignobles desservis. Jusqu'à la Révolution, la liaison entre Paris et Lyon se fait par la grande route passant par Auxerre, Autun, Couches et Chalon (l'actelle D978), avec une route secondaire partant d'Autun via Nolay et Saint-Aubin pour rejoindre Beaune (les actuelles D973 et D906). Il s'agit de chaussées empierrées, pas pavées mis-à-part pour la traversée des villes. Le vignoble de la côte d'Or est en 1789 pour les voyageurs à trois jours de diligence du marché parisien.
Sous le Premier Empire, la route reliant Paris à l'Italie est refaite à neuf, avec un nouveau tracé évitant désormais Autun, en passant par La Rochepot et Saint-Aubin. En 1811, cette route prend le nom de « route impériale no 7 », puis en 1824 de « route royale no 6 » et en 1830 de « route nationale no 6 »,. La côte est désormais à une journée de diligence de Paris.
La construction de la ligne de chemin de fer desservant Chagny et remontant vers Dijon en suivant le pied de la côte, terminée en 1849 (ligne PLM), met à mal pendant la seconde moitié du XIXe siècle la partie du vignoble de Bourgogne qui produisait des vins de consommation courante (produit en général avec du gamay) : ces vins entrent en concurrence avec ceux des autres vignobles, notamment ceux de la plaine du Languedoc et d'Algérie, moins chers et plus alcoolisés.

#### Développement du vignoble

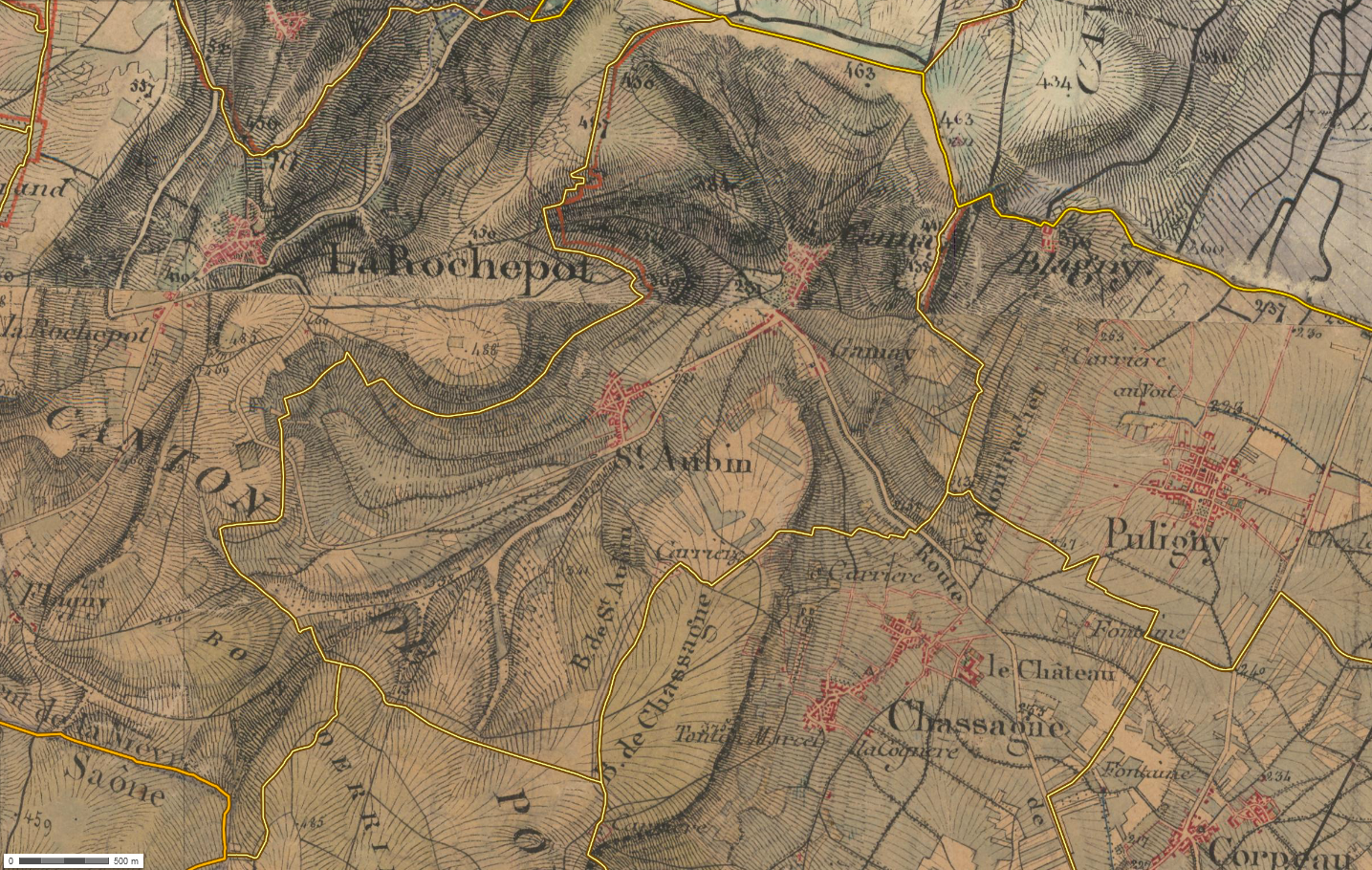
Extrait de la carte d'état-major de 1866 : extension du vignoble sur presque toute la vallée.

Le XIXe siècle est une période d'extension du vignoble de l'arrière-côte (appelée aussi la « haute-côte », dont fait partie Saint-Aubin), spécialisé dans les vins de consommation courante, produits à partir de gamay. En 1816, Jullien ne mentionne pas les vins de Saint-Aubin, ni ceux de la Haute-Côte, dans sa Topographie de tous les vignobles connus. Ils sont aussi oubliés par le classement de 1861, au motif que « nous n'avons pas jugé à propos de comprendre dans le classement une certaine quantité de vignes plantées en pinot ou noirien, mais dont le produit ne doit, à raison de son infériorité, être employé que dans la composition des grands ordinaires. A plus forte raison, n'y voit-on pas figurer les vignes où se récoltent les gamets ou vins ordinaires ».
Du XIXe jusqu'aux années 1930 (jusqu'à ce que ces appellations soient protégées), une partie des vins produits à Saint-Aubin se vendent sous les noms génériques et réputés de « beaune », « volnay » ou « pommard » en rouge, « montrachet » ou « meursault » en blanc. Les négociants mélangeant les vins de différentes provenances, l'appellation d'un vin ne correspond pas forcément à son origine strict, mais plutôt à un niveau de qualité qui n'est garantie que par la réputation du négociant.

#### Ravages par les maladies

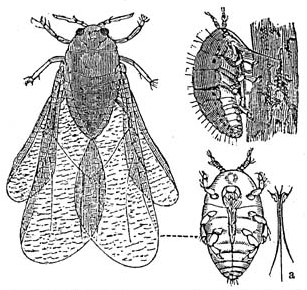
Le phylloxéra, minuscule insecte responsable de la maladie qui a ravagé le vignoble à la fin du XIXe siècle.

Dans les décennies 1830 et 1840, la pyrale survint et attaqua les feuilles de la vigne. Elle est suivie à partir de 1850 d'une maladie cryptogamique, l'oïdium, un champignon qui se développe sur les feuilles : les viticulteurs luttent contre lui en aspergeant les vignes de soufre utilisé contre fongicide (soufrage).
À la fin du XIXe siècle arrivent deux nouveaux fléaux de la vigne : le premier fut le mildiou, autre maladie cryptogamique traité avec du sulfate de cuivre (bouillie bordelaise), le second le phylloxéra. Cet insecte térébrant venu d'Amérique mis très fortement à mal le vignoble à partir de 1878, entraînant à terme la mort de la totalité des vignes. La seule parade trouvée est le replantage intégral avec greffage sur des pieds américains capables de vivre en présence du phylloxéra.

### XXeetXXIesiècles

#### Création de l'appellation
La création des appellations d'origine par la loi du 6 mai 1919 oblige les producteurs et le commerce à donner aux vins des noms conformes à leur origine, ce qui entraine la limitation par décision de justice du 29 avril 1930 de l'appellation bourgogne (qu'on pouvait compléter d'un nom de commune) aux seuls vins réalisés avec du pinot noir ou du chardonnay, le gamay étant seulement utilisé pour la fabrication du passe-tout-grains et du grand ordinaire. La production de la commune de Saint-Aubin n'est alors pas comprise dans celle du vignoble de la côte de Beaune (limitée alors aux communes d'Aloxe, Pernand, Savigny, Pommard, Volnay, Monthelie, Auxey, Meursault, Puligny, Chassagne et Santenay), mais est souvent vendu sous un nom d'emprunt de la côte. Les vins de Saint-Aubin sont alors considérés comme faisant partie des vins des « Hautes-Côtes de Beaune » (tout comme ceux de Saint-Romain), parfois appelée « Arrière-Côte de Beaune » pour sous-entendre qu'ils ne sont pas supérieurs à ceux de la Côte.
La création d'appellations communales dans les années 1930 vise à protéger un nom de produit et à le réserver à la production d'un territoire délimité, dans le souci de lutter contre les fraudes. Le décret du 31 juillet 1937 créé l'appellation « Côte de Beaune-Villages », subdivisée en quinze appellations communales différentes, dont l'appellation « Saint-Aubin » (en blanc et rouge) ou « Saint-Aubin Côte de Beaune » (pour les vins rouges). En cas de mélange de la production des différents villages, l'appellation « Côte de Beaune-Villages » pouvait être utilisée. Le cépage pinot lièbault était alors autorisé en plus de ceux d'aujourd'hui, notamment le noirien (pinot noir) et l'aubois (chardonnay), tandis que les rendements étaient limités à 35 hectolitres par hectare (moyenne calculée sur cinq années).
L'appellation bourgogne hautes-côtes-de-beaune est reconnu par décret le 4 août 1961. Dans les années 1960, le tracé du projet d'autoroute A6, parallèle jusque-là à la nationale 6, est détourné au nord de Beaune par le col de Bessey-en-Chaume, afin de mieux desservir cette cité très viticole et de se rapprocher de Dijon, épargnant ainsi les vignes de Saint-Aubin et du Montrachet du passage de l'autoroute à proximité. La nationale, qui traverse Saint-Aubin, est déclassée en 2006. Dans les années 1960 et 1970, l'enjambeur remplace le cheval, complété par le chenillard sur les pentes ; les techniques en viticulture et œnologie évoluent pendant les cinquante ans suivants : vendange en vert, table de triage, cuve en inox, pressoir électrique puis pneumatique, etc. Le décret du 21 mai 1970 développe le cahier des charges de l'appellation.

#### Dernières évolutions
L'arrêté du 1er décembre 1977 classe trente lieux-dits comme « premiers crus » de l'appellation. À la fin des années 1980, un remembrement réalisé par la municipalité et le syndicat viticole de l'appellation entraine la mise en culture de dix hectares de friches rocailleuses dans les lieux-dits « Les Murgers des Dents de Chiens », « En Remilly » et « Les Corton », juste au-dessus du grand cru chevalier-montrachet et à côté des premiers crus de puligny-montrachet. Dans les années 1990, le succès commercial des vins blancs pousse les viticulteurs à planter surtout du chardonnay, faisant du vin blanc le principal produit de l'appellation (le rouge était jusque-là largement dominant). Avec la canicule de 2003, les vendanges débutèrent pour certains domaines cette année-là à la mi-août, soit avec un mois d'avance, des vendanges très précoces qui ne s'étaient pas vues depuis 1422 et 1865 d'après les archives.
Le décret du 23 octobre 2009 modifie les contraintes de l'appellation : les rendements passent à 45 hectolitres par hectare pour les blancs et à 40 hℓ/ha pour les rouges, tandis que seuls le chardonnay B, le pinot noir N, le pinot blanc B et le pinot gris G (appelé auparavant « pinot beurot ») sont désormais autorisés. Le décret du 2 décembre 2011 a homologué un nouveau cahier des charges pour l'appellation qui passe en appellation d'origine protégée (AOP, l'équivalent européen des AOC). Les modifications portent sur la richesse minimale en sucre des raisins (qui passe en blanc de 170 à 178 grammes par litre de moût, en blanc premier cru de 178 à 187 g/ℓ, en rouge de 171 à 180 g/ℓ et en rouge premier cru de 180 à 189 g/ℓ) et sur les rendements maximaux (qui passent en blanc de 45 à 57 hℓ/ha, en blanc premier cru à 55 hℓ/ha, en rouge de 40 à 50 hℓ/ha et en rouge premier cru à 48 hℓ/ha). Le cahier des charges est légèrement modifié par le décret du 2 décembre 2013 pour mentionner les particularités climatiques de l'aire d'appellation.
Les samedi 25 et dimanche 26 janvier 2014, le village de Saint-Aubin a accueilli la fête de la Saint-Vincent tournante.

Saint-Vincent tournante 2014
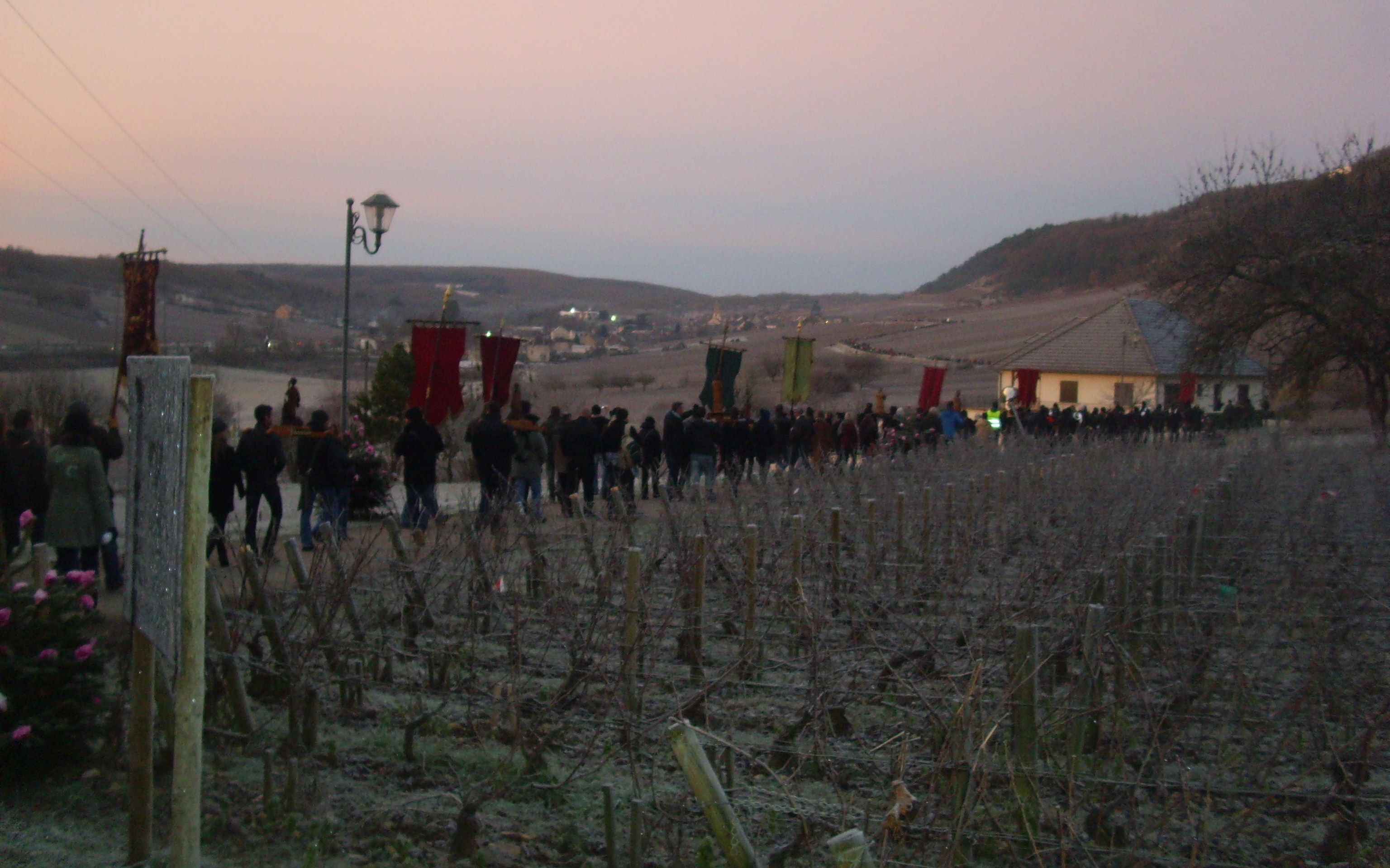
La procession quittant Gamay pour rejoindre le village.
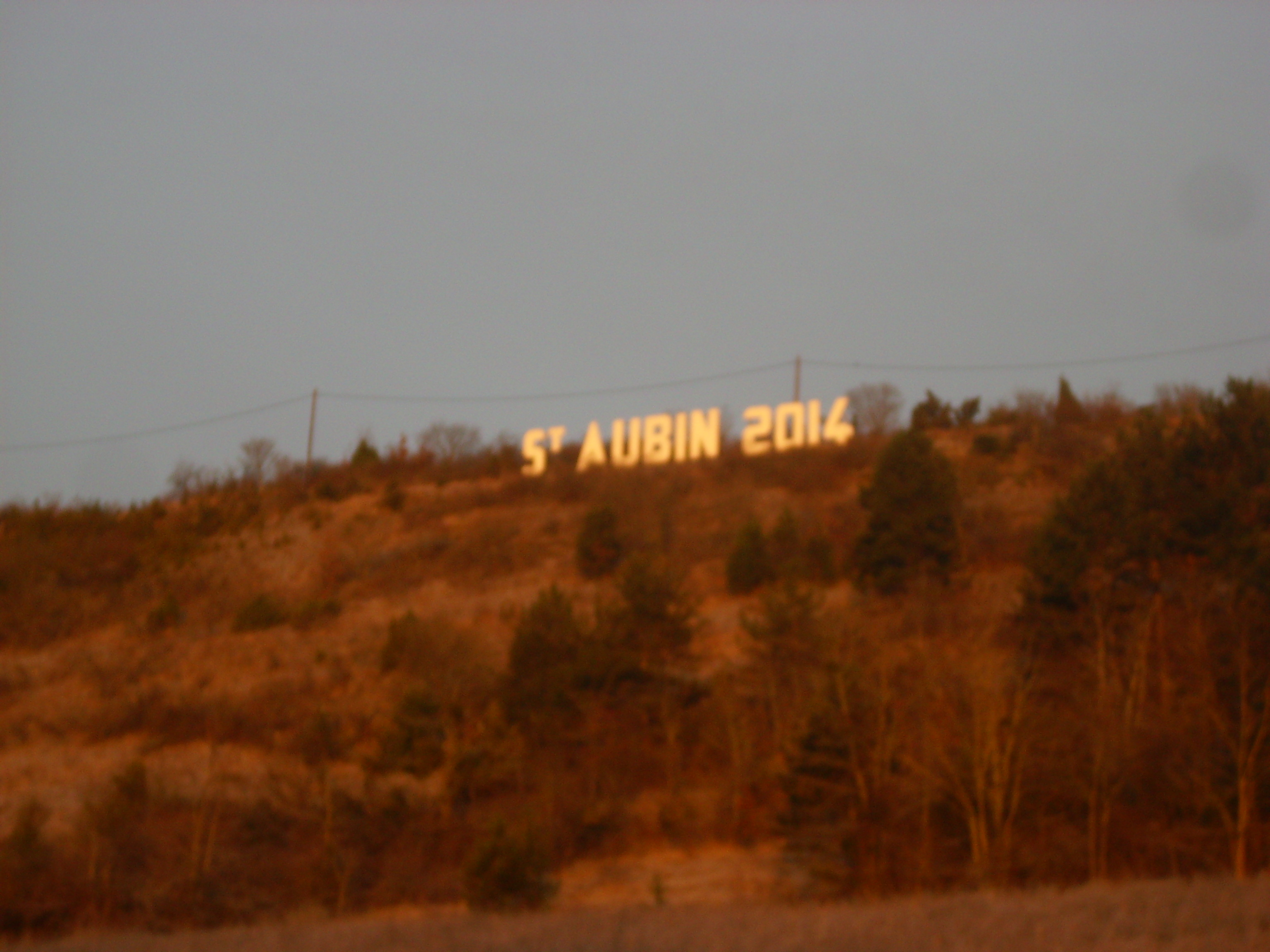
Le signal installé tout en haut du coteau.
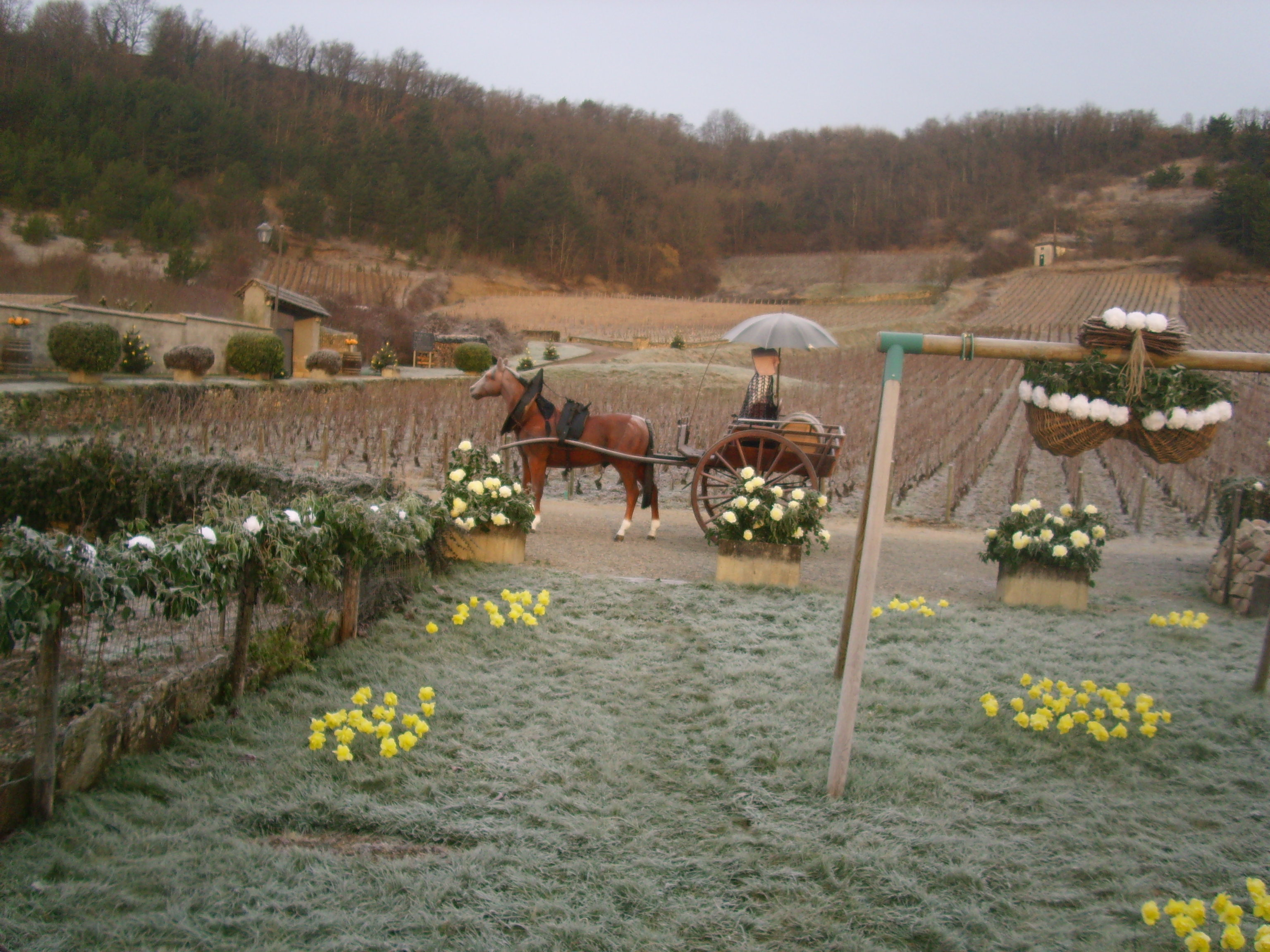
Exemples de décoration : fleurs de papier et mannequins.
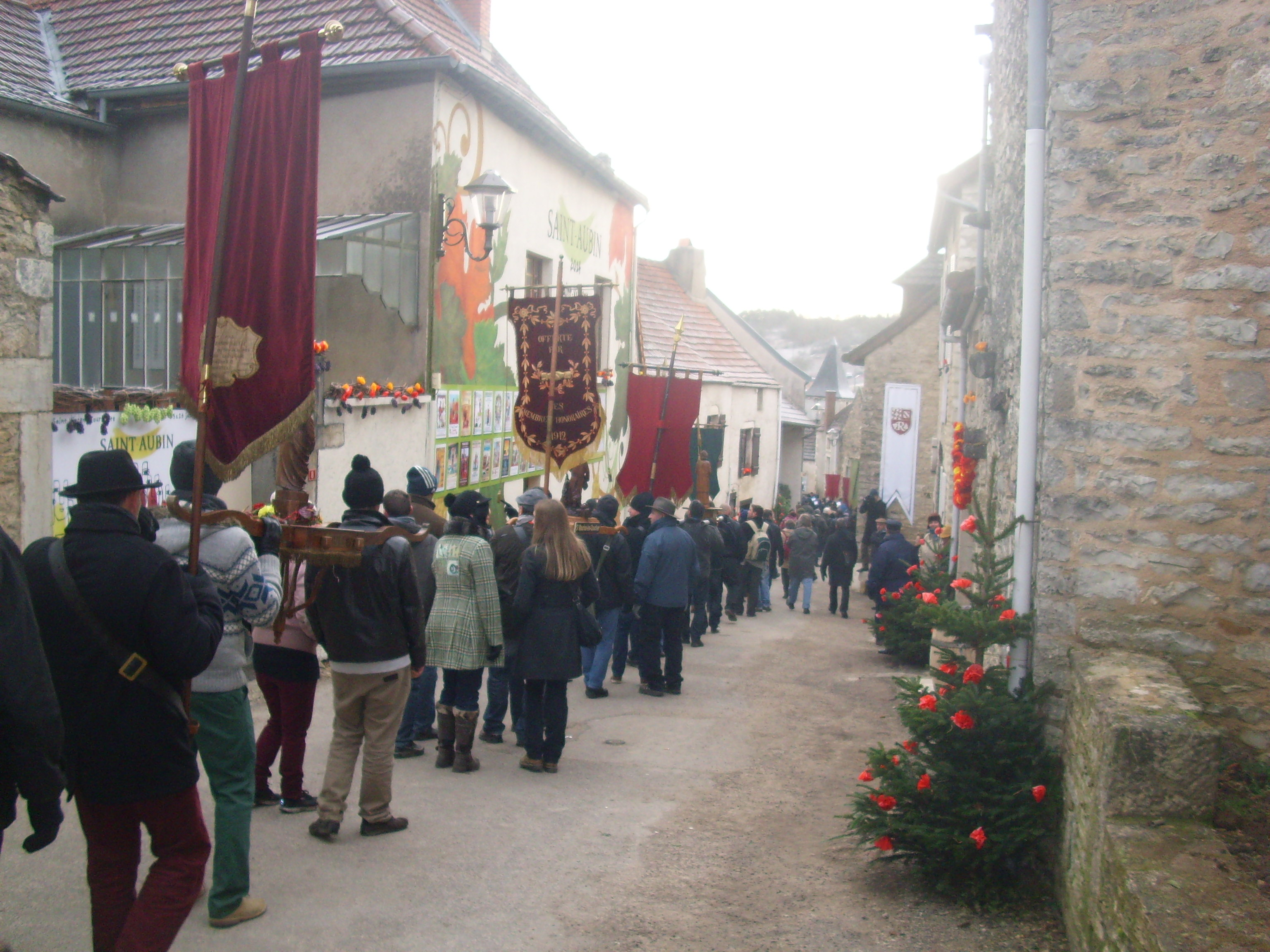
La procession emportant les bannières et les saints.

## Vignoble

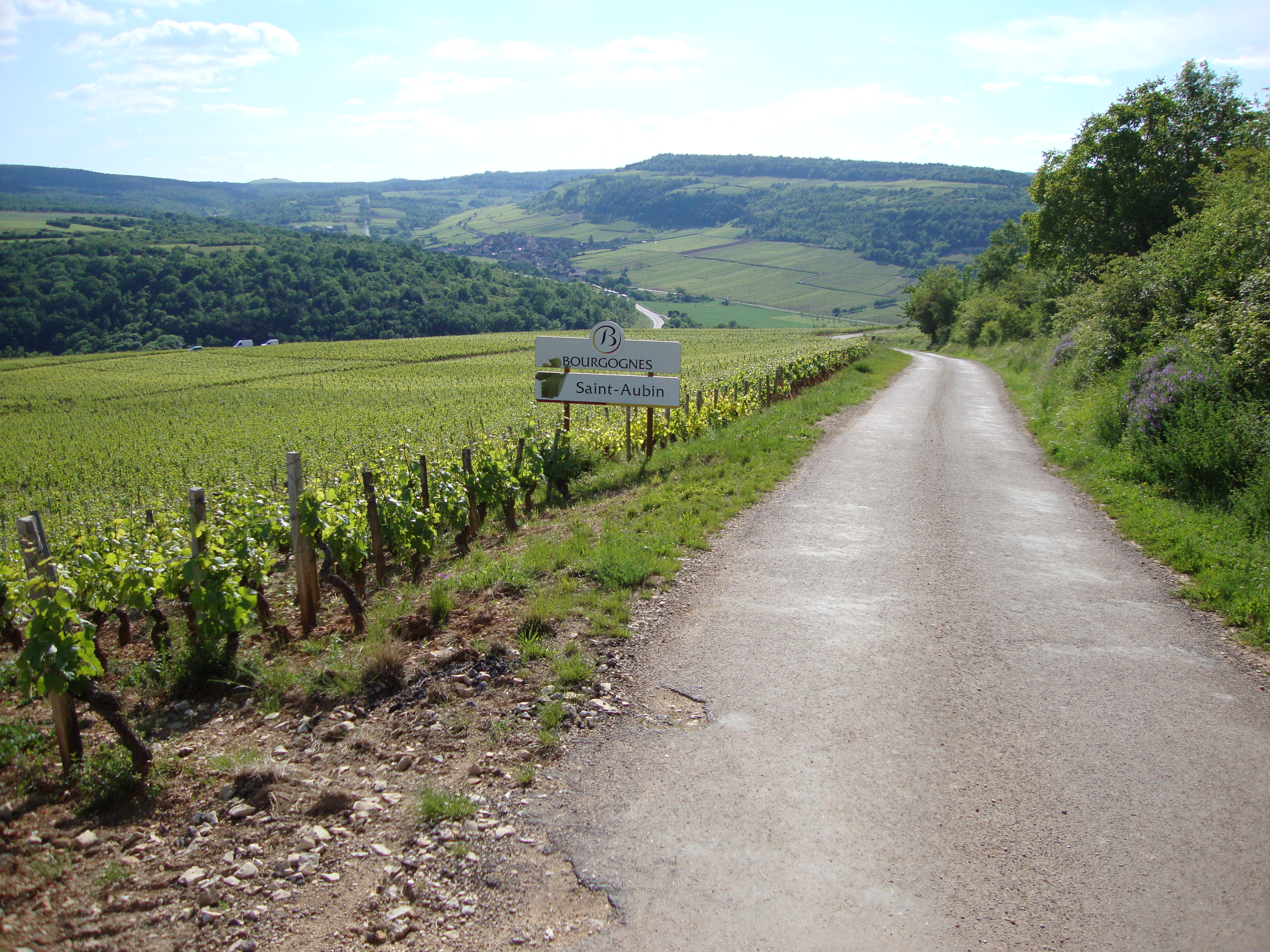
Vue de l'étroite vallée de Saint-Aubin depuis le climat « sous Roche Dumay ».

L'aire d'appellation se situe en Bourgogne, dans le département de la Côte-d'Or, uniquement sur la une partie de la commune de Saint-Aubin. Le vignoble comprend en 2010 un total de 108,73 hectares produisant du vin blanc (dont 91,86 en premier cru) et 45,28 hectares en rouge (dont 32,30 classés en premier cru). Ces superficies sont de 140 ha de blanc en 2023 dont 105 classés en premier et de 25 ha de rouge, dont 18 en premier cru.
L'aire de production se trouve en bordure de la côte d'Or, entre les villes de Chagny au sud et de Beaune plus au nord, dans une petite vallée permettant la liaison entre Chassagne-Montrachet sur la Côte et La Rochepot dans l'arrière-côte. Si la route des Grands Crus évite la vallée de Saint-Aubin pour passer par Puligny-Montrachet, le sentier des Grands Crus de Bourgogne (un GRP) s'y aventure, venant de la Roche Dumay, traverse le hameau de Gamay et le village de Saint-Aubin pour repartir vers la Grande Montagne de Chassagne.

### Orographie
L'aire d'appellation du saint-aubin se situe dans le vallon du village homonyme, une petite vallée sèche qui entaille la côte d'Or et permet d'accéder à l'arrière-côte par la route D 906 (l'ancienne nationale 6, déclassée). Cette localisation met la partie sud du vignoble communal au contact des appellations beaucoup plus prestigieuses de chassagne-montrachet et de puligny-montrachet, réputées pour leurs vins blancs. Une situation semblable se retrouve pour d'autres appellations plus au nord, d'abord avec le saint-romain et l'auxey-duresses (vis-à-vis du meursault), ensuite avec le savigny-lès-beaune et le pernand-vergelesses (vis-à-vis de l'aloxe-corton).
La partie la plus favorable du vignoble communal forme l'aire de production du saint-aubin, le restant (aux expositions orientées vers le nord ou en sommet de versant) est plutôt destiné à la production des appellations bourgogne hautes-côtes-de-beaune et bourgogne aligoté. Les parcelles classées dans l'appellation et notamment celles en premier cru se concentrent en deux localisations, la première sur le versant nord de la vallée entre le village de Saint-Aubin et le hameau de Gamay, profitant d'une exposition orienté vers le sud-est (recevant plus de soleil), la seconde au débouché de la vallée, au contact avec les grands crus chevalier-montrachet et montrachet.
Les vignes s'étageant le long des pentes des deux versants, les sols sont bien drainés. La forme coudée de la vallée offre des expositions diversifiées.

### Géologie
Le vallon de Saint-Aubin a été creusé par les eaux de ruissellement en profitant d'une faille et surtout du contact entre des couches de roches du Jurassique supérieur (Malm) et moyen (Dogger), alternativement tendres et dures. Les résultats sont deux versants aux caractéristiques géologiques différentes.
Le versant nord est dominé tout en haut par les calcaires durs du Kimméridgien inférieur (qui forment le sommet de la Montagne de Savoie, à 461 mètres) et les « calcaires de Saint-Romain » de l'Oxfordien supérieur (sommet des roches d'Éguison, à 485 m). Sur le versant en dessous affleure le calcaire lithographique de Nantoux de l'Oxfordien supérieur, recouvert en pied de versant par des éboulis (sur lesquels le hameau de Gamay est construit). Plus bas le calcaire laisse la place à des marnes blanches de l'Oxfordien moyen, puis aux marnes à oolithes ferrugineuses de la même période, de teinte rouge et peu épais, avant d'arriver au fond du vallon qui est comblé par des colluvions.
Le versant sud est composé de roches du Bathonien, avec d'abord en haut des calcaires marneux du Bathonien supérieur, comprenant la « dalle nacrée », qui est un calcaire roux (variant du jaune au brun-violacé à cause des oxydes de fer) bioclastique (composé de débris biologiques) et tendre, ensuite plus bas des calcaires du Bathonien supérieur composé de dolomie (anciennement exploités en carrières et galeries souterraines) et enfin des marnes calcaires gris clair du Bathonien moyen,.
Les sols argilo-calcaires et blanchâtres du débouché du vallon au milieu de la côte portent en général des cépages blancs (chardonnay), tandis que les sols plus calcaires, caillouteux et de couleur brune portent les cépages nécessaires à la production de rouge (pinot noir). Les hauts de versant ont des sols pierreux et peu épais, qui s'approfondissent et comporte plus d'argile vers le bas. À ces limons argileux à cailloutis se rajoutent les apports anthropiques, dus aux amendements et recharge des parcelles dégradées par le ruissellement.

### Climatologie
Le climat bourguignon est un climat tempéré océanique à légère tendance continentale. L'influence océanique se traduit par des pluies fréquentes en toutes saisons (avec néanmoins un maximum en automne et un minimum en été) et un temps changeant. L'influence semi-continentale se traduit par une amplitude thermique mensuelle plutôt élevée, se caractérisant par des hivers froids avec des chutes de neige relativement fréquentes, et des étés plus chauds que sur les littoraux, avec à l'occasion de violents orages.
Les données climatiques de la stations météorologiques de Savigny-lès-Beaune (sur la ZI Beaune-Nord) ci-dessous en rendent compte, mais cette station se situe 15 kilomètres au nord-est de Saint-Aubin, au pied de la côte à 237 mètres d'altitude, tandis que l'aire de production du saint-aubin est dans une petite vallée coupant la côte d'Or, avec des vignes montant jusqu'à 450 mètres sur les meilleures expositions. Le climat de Saint-Aubin est donc un peu plus froid. Ce déficit thermique par rapport aux autres appellations de la côte a pour conséquence des vins théoriquement un peu plus acidulés, moins lourds en alcool et plus aromatiques, avec des blancs plus vifs et des rouges plus fruités.
| Mois                              | jan. | fév. | mars  | avril | mai  | juin  | jui.  | août  | sep.  | oct. | nov. | déc. | année |
| --------------------------------- | ---- | ---- | ----- | ----- | ---- | ----- | ----- | ----- | ----- | ---- | ---- | ---- | ----- |
| Température minimale moyenne (°C) | −1   | 0    | 2,6   | 5,5   | 9,2  | 13    | 14,7  | 13,9  | 11    | 7    | 3,4  | 0,9  | 6,8   |
| Température moyenne (°C)          | 2,8  | 4    | 7,7   | 11,6  | 14,9 | 18,3  | 20,5  | 19,5  | 16,8  | 11,4 | 6,5  | 4    | 11,4  |
| Température maximale moyenne (°C) | 5,8  | 8    | 12,7  | 17,7  | 20,6 | 24,7  | 27    | 26    | 22,7  | 16,4 | 10,2 | 7,1  | 16,6  |
| Nombre de jours avec gel          | 13,6 | 11   | 7,5   | 2,1   | 0    | 0     | 0     | 0     | 0     | 2    | 6    | 10,6 | 52,8  |
| Ensoleillement (h)                | 24,3 | 60,3 | 112,5 | 139,1 | 155  | 162,3 | 164,5 | 182,4 | 144,9 | 73,4 | 29,9 | 17,4 | 1 266 |
| Précipitations (mm)               | 32,5 | 27,1 | 35,8  | 41,2  | 37,8 | 43,3  | 24,3  | 29,5  | 30,4  | 38,8 | 27   | 38   | 405,7 |

| Diagramme climatique                                  |        |             |             |             |            |            |            |            |           |           |          |
| J                                                     | F      | M           | A           | M           | J          | J          | A          | S          | O         | N         | D        |
| 5,8−132,5                                             | 8027,1 | 12,72,635,8 | 17,75,541,2 | 20,69,237,8 | 24,71343,3 | 2714,724,3 | 2613,929,5 | 22,71130,4 | 16,4738,8 | 10,23,427 | 7,10,938 |
| Moyennes : • Temp. maxi et mini °C • Précipitation mm |        |             |             |             |            |            |            |            |           |           |          |

Deux stations météo proches ont été utilisées pour une étude sur les effets du réchauffement climatique : celle de Savigny-lès-Beaune (à 220 mètres d'altitude) et celle de La Rochepot (à 410 m), la première sur le bas de la côte et la seconde dans l'arrière-côte. Les températures y sont nettement en hausse depuis 1988, entraînant des vendanges plus précoces d'une douzaine de jours (le débourrement, la floraison et la véraison de la vigne se faisant plus tôt). La côte de Beaune aurait désormais des caractéristiques thermiques de type subméditerranéen (correspondant à un déplacement de 200 km vers le sud), tandis que l'arrière-côte de Beaune bénéficierait de l'ancien climat de la côte (correspondant à la différence d'altitude), plus frais.

### Zones de production

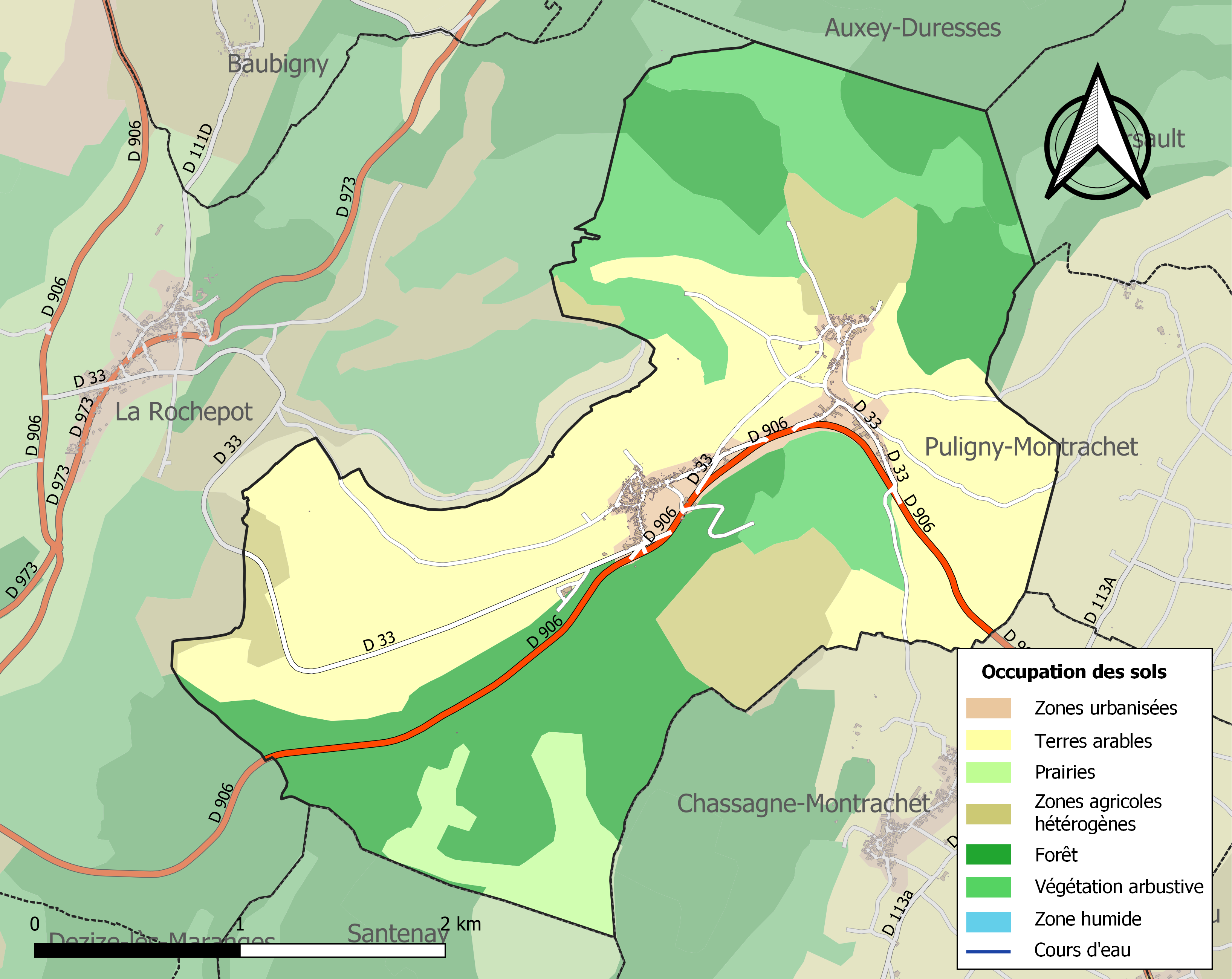
Carte d'occupation des sols de Saint-Aubin en 2018 : le vignoble de l'appellation occupe l'essentiel des terres arables indiquées ici en jaune.

L'aire de production se divise approximativement en trois zones. La première se compose d'abord d'une partie du haut de la côte d'Or, intégralement classée en premier cru et produisant du blanc (« Le Charmois », « Pitangeret », « Les Combes au Sud », « En Remilly » et « Les Murgers des Dents de Chien ») car dans l'alignement des puligny-montrachet et chassagne-montrachet premiers crus et juste au-dessus des grands crus montrachet et chevalier-montrachet. Ensuite viennent l'extrémité aval de la vallée, là aussi classé en premier cru et produisant surtout du blanc, entre la côte de le hameau de Gamay (« Les Cortons », « Le Bas de Gamay à l'Est », « La Chatenière », « Sur Gamay », « Sous Roche Dumay », « Les Champlots » et « En Montceau »).
La deuxième zone de production correspond au versant nord du milieu de la vallée, d'une part entre le hameau et le village de Saint-Aubin (premiers crus « Derrière la Tour », « En Créot », « Bas de Vermarain à l'Est », « Vignes Moingeon », « Es Champs », « Les Frionnes », « Les Perrières », « En la Ranché », « Sur le Sentier du Clou », « Marinot » et « Les Travers de Marinot ») et d'autre part autour du village (premiers crus « Le Village », « Echaille », « Le Puits », « Derrière chez Édouard » et « Les Castets »), ces crus produisant principalement du blanc. Les climats moins bien lotis en termes d'exposition ne sont pas classés en premier cru et produisent surtout du rouge (« Gamay », « La Fontenotte », « Sous les Foires », « En Vesveau », « En Gouin », « En Vermarain à l'Est », « Bas de Vermarain à l'Ouest », « En Choilles », « Le Village » partie sud, « Le Puits » partie haute, « Le Travers de chez Édouard » et « Les Castets » partie haute).
La troisième zone correspond à la partie amont de la vallée, sur la route menant de Saint-Aubin à La Rochepot. Tous les climats y produisent l'appellation communale, essentiellement en rouge (« Le Bas de Monin », « Champ Tirant », « Le Banc », « Les Argillers », « En l'Ebaupin », « La Traversaine », « Au Bas de Jorcul », « Les Vellerottes », « Tope Bataille » et « Les Pucelles »).

Le vignoble en mars
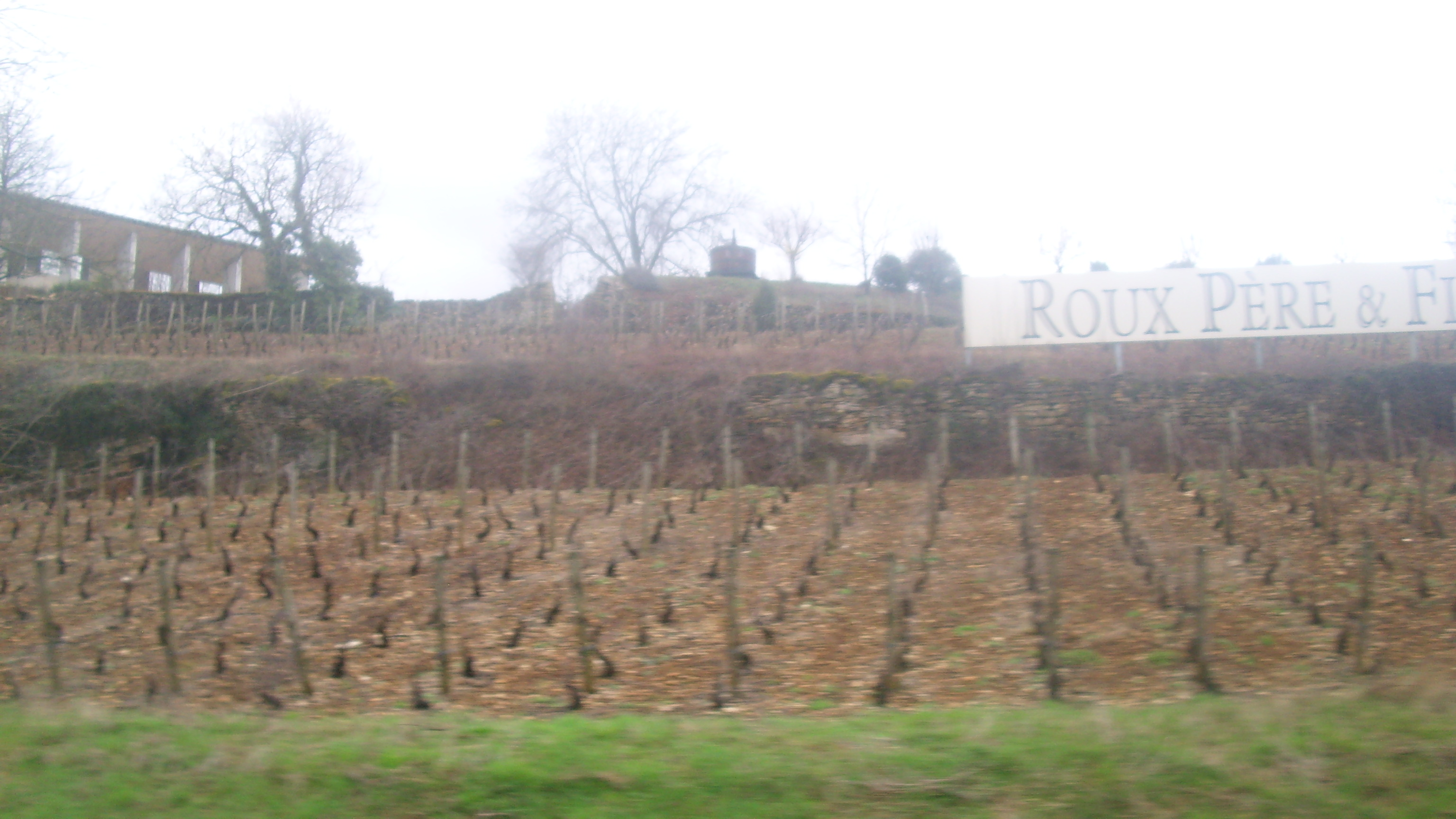
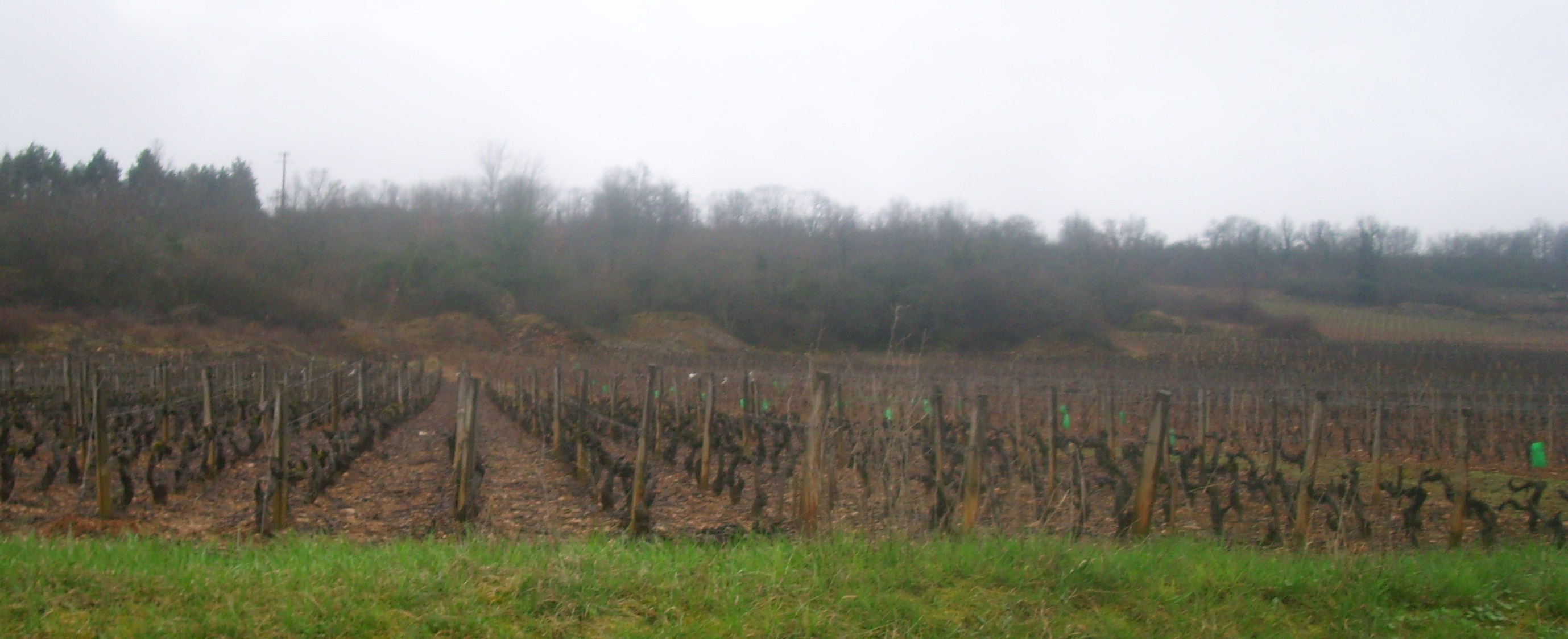

### Climats
Le nom de l'appellation sur l'étiquette d'une bouteille peut être suivi du nom d'un des climats de l'aire d'appellation. Trente de ces climats sont classés comme premiers crus, à condition de respecter les critères spécifiques fixés par le cahier des charges pour l'ensemble de ces climats (richesse minimale en sucre des raisins, titres alcoométriques minimal et maximal, rendement).
Ces premiers crus sont localisés sur la partie aval de la vallée (au contact des premiers crus de chassagne-montrachet et de puligny-montrachet), ainsi qu'entre le village de Saint-Aubin et le hameau de Gamay. Certains climats sont regroupés sous un même nom, ce qui réduit le nombre total de premiers crus à seulement quinze.
| Climats (regroupements)                         | Nombres de parcelles, | Superficies      |
| ----------------------------------------------- | --------------------- | ---------------- |
| Bas de Vermarain à l'Est                        | 44                    | 3 ha 43 a 73 ca  |
| Derrière Chez Édouard                           | 36                    | 3 ha 96 a 43 ca  |
| Derrière la Tour                                | 12                    | 1 ha 94 a 6 ca   |
| Échaille (Sur le Sentier du Clou)               | 13                    | 1 ha 29 a 57 ca  |
| En Créot                                        | 16                    | 2 ha 17 a 90 ca  |
| En la Ranché (Sur le Sentier du Clou)           | 39                    | 4 ha 1 a 42 ca   |
| En Montceau (Les Champlots)                     | 26                    | 3 ha 43 a 14 ca  |
| En Remilly                                      | 69                    | 21 ha 94 a 39 ca |
| En Vollon à l'Est (Le Charmois)                 | 2                     | 40 a 80 ca       |
| Es Champs (Les Frionnes)                        | 40                    | 4 ha 34 a 31 ca  |
| La Chatenière                                   | 47                    | 7 ha 15 a 25 ca  |
| Le Bas de Gamay à l'Est (La Chatenière)         | 5                     | 1 ha 29 a 43 ca  |
| Le Charmois (Les Combes)                        | 88                    | 14 ha 67 a 97 ca |
| Le Puits                                        | 6                     | 60 a 37 ca       |
| Le Village                                      | 13                    | 2 ha 85 a 44 ca  |
| Les Castets                                     | 42                    | 5 ha 47 a 50 ca  |
| Les Champlots                                   | 82                    | 7 ha 48 a 74 ca  |
| Les Combes au Sud (Les Combes)                  | 51                    | 7 ha 81 a 69 ca  |
| Les Cortons (En Remilly)                        | 22                    | 7 ha 78 a 9 ca   |
| Les Frionnes                                    | 15                    | 2 ha 99 a 52 ca  |
| Les Murgers des Dents de Chien                  | 65                    | 16 ha 8 a 19 ca  |
| Les Perrières (Les Frionnes)                    | 43                    | 5 ha 24 a 6 ca   |
| Les Travers de Marinot (Sur le Sentier du Clou) | 26                    | 3 ha 97 a 68 ca  |
| Marinot (Sur le Sentier du Clou)                | 9                     | 1 ha 80 a 2 ca   |
| Pitangeret (Les Combes)                         | 10                    | 2 ha 39 a 14 ca  |
| Sous Roche Dumay (Sur Gamay)                    | 18                    | 2 ha 24 a 31 ca  |
| Sur Gamay                                       | 77                    | 12 ha 69 a 59 ca |
| Sur le Sentier du Clou                          | 12                    | 2 ha 12 a 73 ca  |
| Vignes Moingeon (Sur le Sentier du Clou)        | 34                    | 4 ha 80 a 62 ca  |

Les climats n'étant pas classées comme premier cru se situent dans la partie amont de la vallée (le long de la route menant à La Rochepot), ainsi que sur les parcelles moins bien exposées entourant les premiers crus autour du village et du hameau, faisant la transition avec les parcelles classées en appellation bourgogne hautes-côtes-de-beaune. Certains climats sont en partie classés en premier cru, l'autre partie non.
| Climats                    | Nombres de parcelles, | Superficies     | Climats                     | Nombres de parcelles | Superficies      |
| -------------------------- | --------------------- | --------------- | --------------------------- | -------------------- | ---------------- |
| Bas de Jorcul              | 22                    | 2 ha 25 a 41 ca | Le Banc                     | 164                  | 16 ha 63 a 56 ca |
| Bas de Vermarain à l'Est   | 5                     | 36 a 42 ca      | Le Bas de Gamay à l'Est     | 27                   | 80 a 38 ca       |
| Bas de Vermarain à l'Ouest | 16                    | 3 ha 71 a 23 ca | Le Bas de Monin             | 11                   | 97 a 69 ca       |
| Champ Tirant               | 60                    | 6 ha 92 a 34 ca | Le Puits                    | 21                   | 2 ha 85 a 67 ca  |
| En Choilles                | 81                    | 7 ha 30 a 54 ca | Le Village                  | 12                   | 5 ha 63 a 79 ca  |
| En Gouin                   | 15                    | 1 ha 27 a 17 ca | Les Argillers               | 31                   | 2 ha 78 a 62 ca  |
| En Jorcul                  | 1                     | 46 a 5 ca       | Les Castets                 | 27                   | 3 ha 68 a 56 ca  |
| En l'Ebaupin               | 41                    | 4 ha 98 a 81 ca | Les Combes au Sud           | 4                    | 4 a              |
| En Vermarain à l'Est       | 6                     | 68 a 77 ca      | Les Pucelles                | 34                   | 6 ha 6 a 9 ca    |
| En Vesveau                 | 25                    | 1 ha 75 a 5 ca  | Les Travers de chez Édouard | 20                   | 2 ha 44 a 9 ca   |
| Hameau de Gamay            | 6                     | 1 ha 41 a 58 ca | Les Vellerottes             | 6                    | 87 a 52 ca       |
| La Fontenotte              | 3                     | 77 a 90 ca      | Sous les Foires             | 24                   | 3 ha 27 a 84 ca  |
| La Traversaine             | 11                    | 1 ha 47 a 10 ca | Tope Bataille               | 33                   | 1 ha 69 a 63 ca  |

### Encépagement

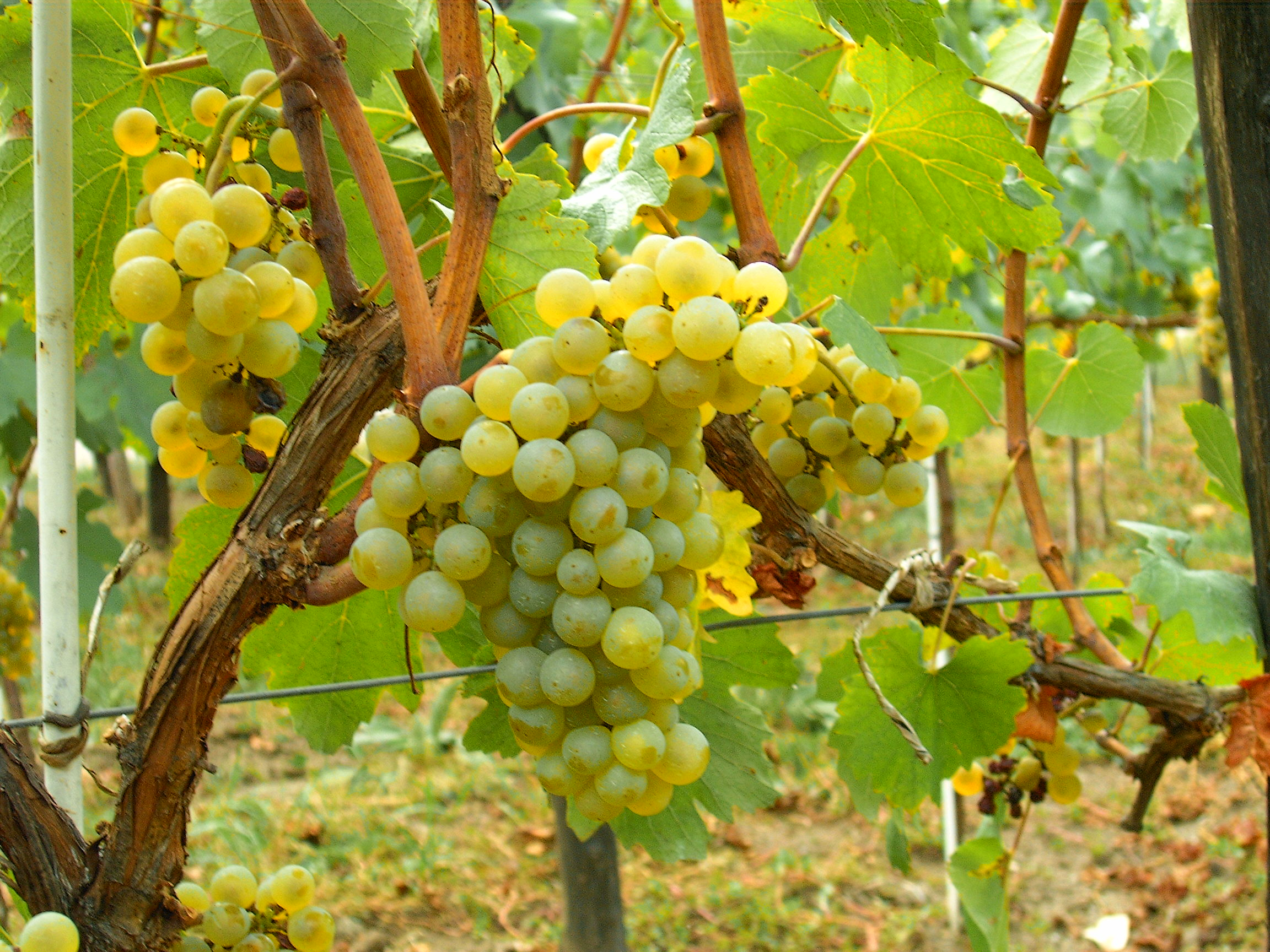
Grappes de chardonnay.

Les cépages autorisés par le cahier des charges de l'appellation pour faire du vin blanc dont le chardonnay B et le pinot blanc B, sans contrainte d'assemblage. Pour le vin rouge le pinot noir N (cépage principal), complété par le chardonnay B, le pinot blanc B et le pinot gris G ( cépages accessoires, limités à 15 %). Dans la pratique, les blancs sont composés à 100 % de chardonnay, tout comme les rouges sont essentiellement issus du pinot noir. Le vignoble est presque exclusivement planté avec du chardonnay dans la partie aval de la vallée, ainsi qu'autour du hameau de Gamay.
Le chardonnay sert à faire les vins blancs de l'appellation. Ses grappes sont relativement petites, cylindriques, moins denses que celles du pinot noir, constituées de grains irréguliers, assez petits, de couleur jaune doré. De maturation de première époque comme le pinot noir, il s'accommode mieux d'une humidité de fin de saison avec une meilleure résistance à la pourriture s'il n'est pas en situation de forte vigueur. Il est sensible à l'oïdium et à la flavescence dorée. Il débourre un peu avant le pinot noir, ce qui le rend également sensible aux gelées printanières. Les teneurs en sucre des baies peuvent atteindre des niveaux élevés tout en conservant une acidité importante, ce qui permet d'obtenir des vins particulièrement bien équilibrés, puissants et amples, avec beaucoup de gras et de volume.

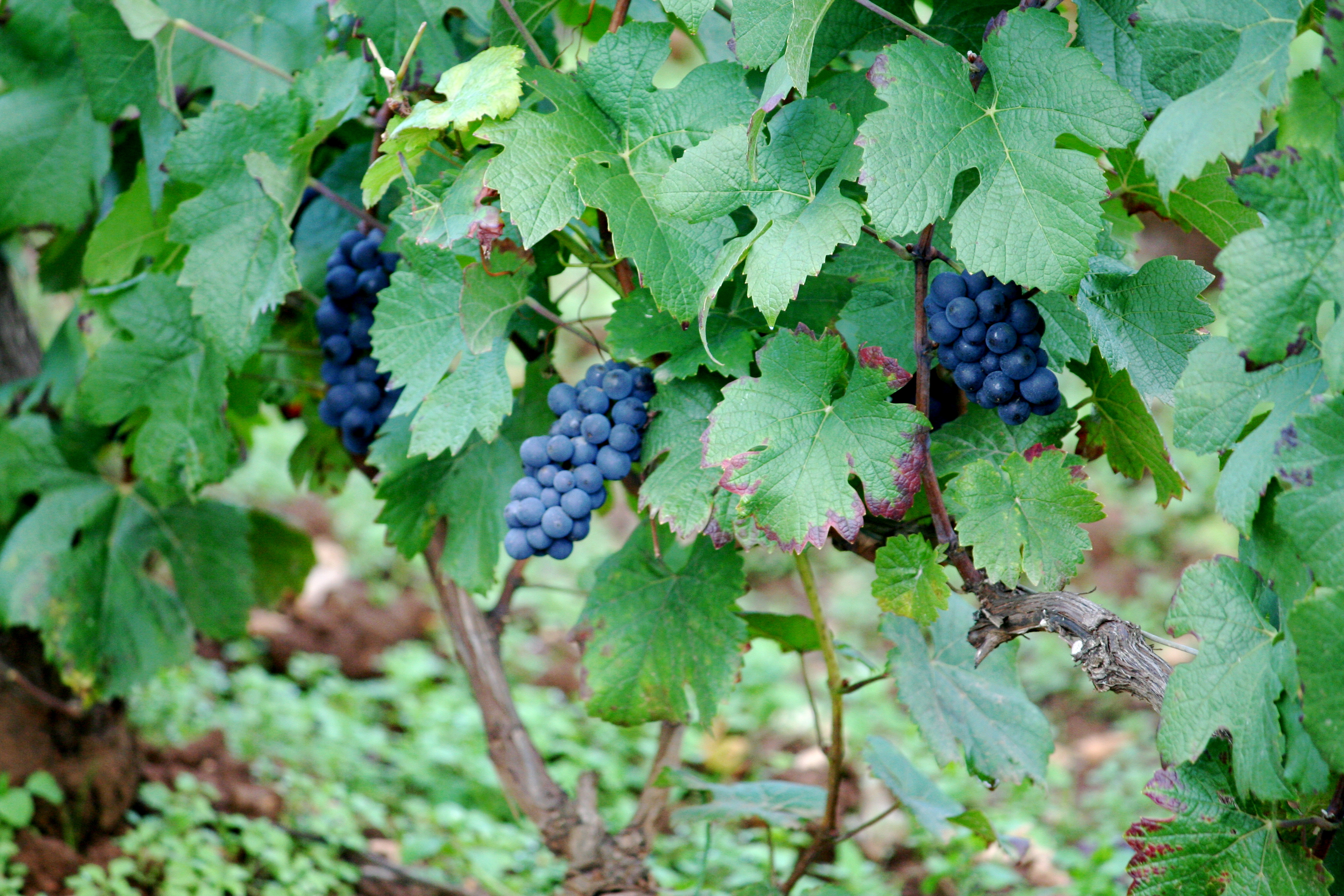
Grappes de pinot noir.

Le pinot noir sert à faire les vins rouges de l'AOC. Il est constitué de petites grappes denses, en forme de cône de pin composées de grains ovoïdes, de couleur bleu sombre. C'est un cépage délicat, qui est sensible aux principales maladies et en particulier au mildiou, au rougeot parasitaire, à la pourriture grise (sur grappes et sur feuilles), et aux cicadelles. Ce cépage, qui nécessite des ébourgeonnages soignés, a tendance à produire un nombre important de grapillons. Il profite pleinement du cycle végétatif pour mûrir en première époque. Le potentiel d'accumulation des sucres est élevé pour une acidité juste moyenne et parfois insuffisante à maturité. Les vins sont assez puissants, riches, colorés et de garde. Ils sont moyennement tanniques en général.

### Méthodes culturales

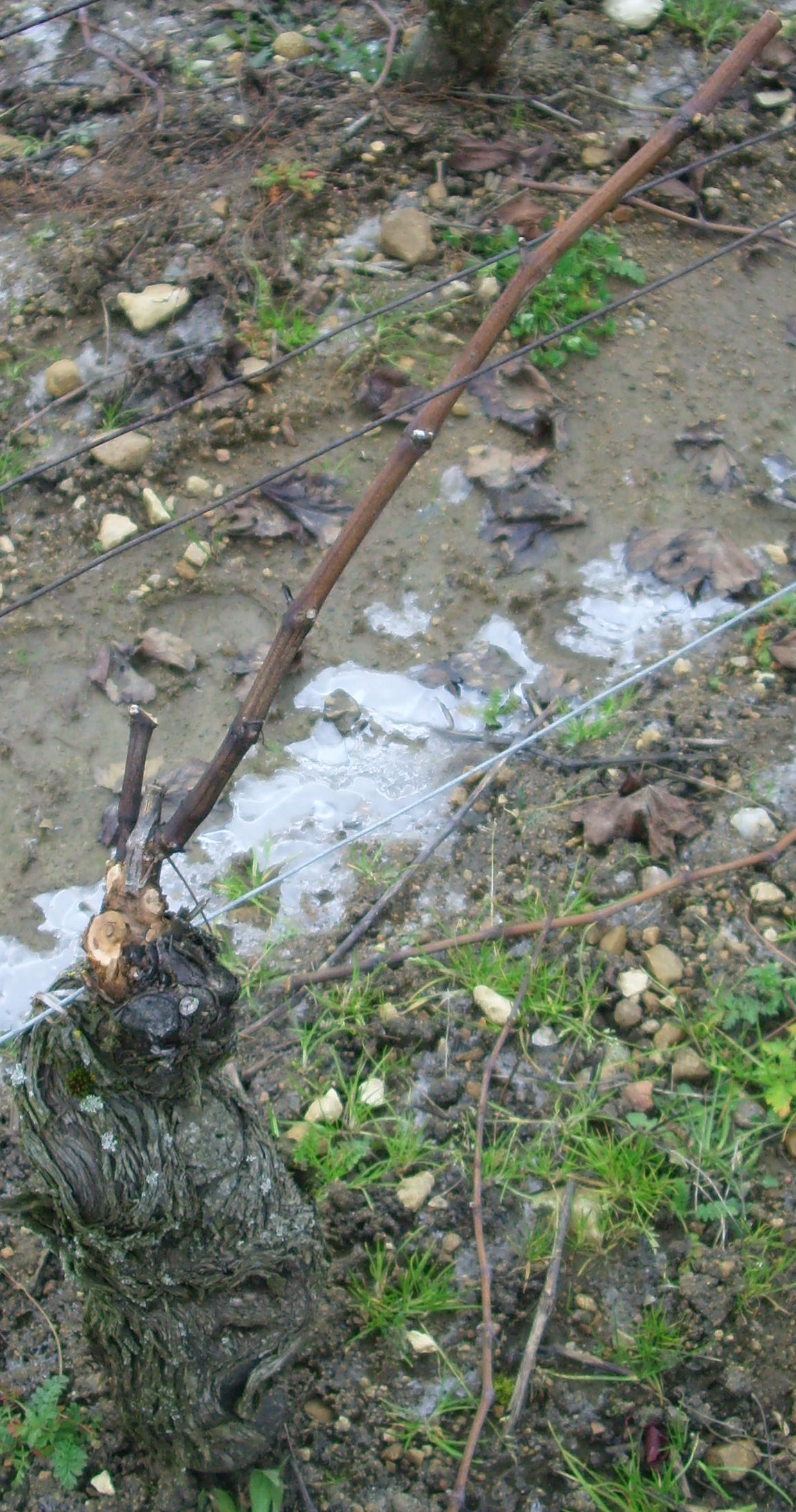
Pied de vigne taillé en guyot simple : une baguette est laissée.

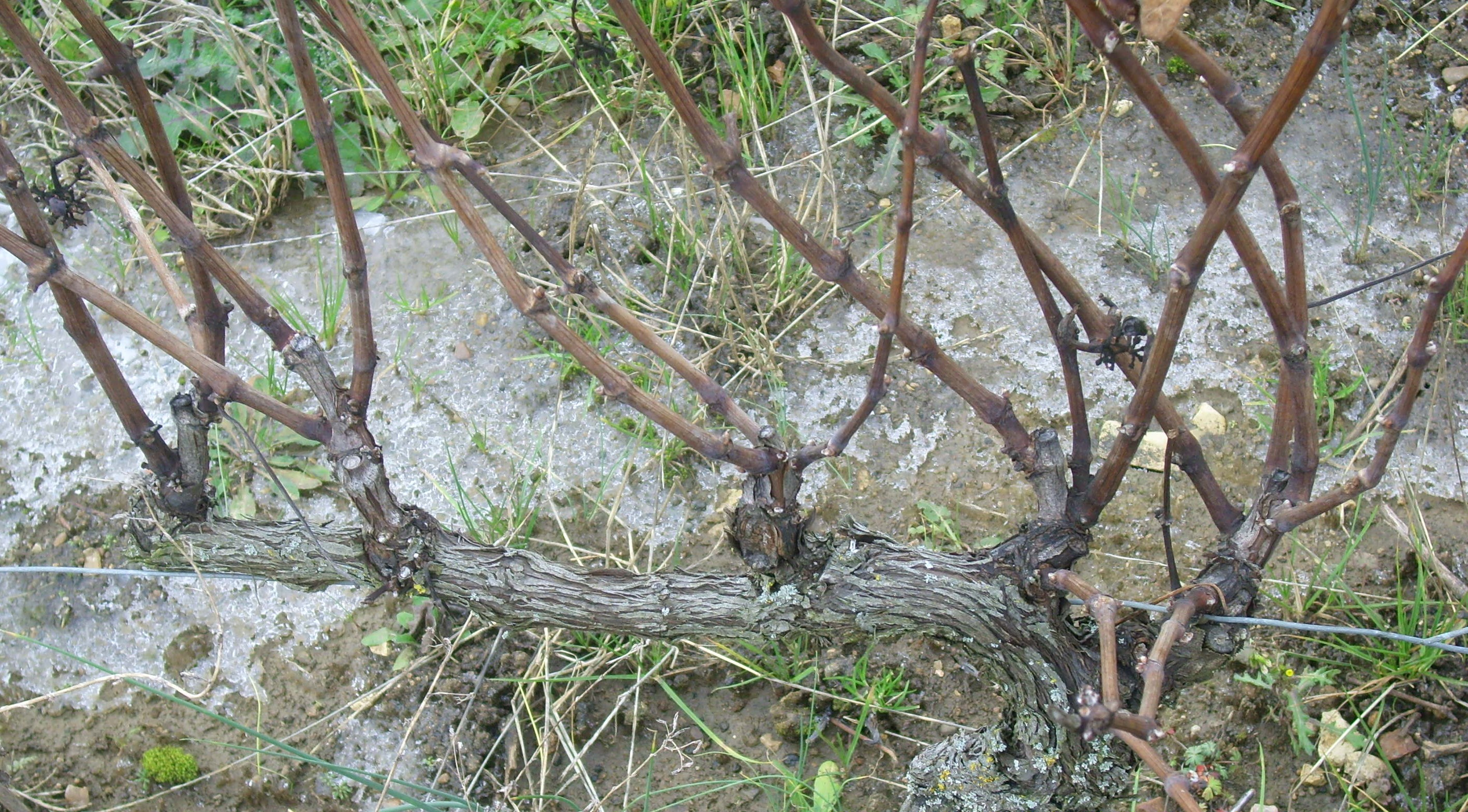
Pied taillé en cordon de Royat : cinq corsons sur un bras portant chacun plusieurs sarments.

Le travail dans les vignes est en partie manuel, en partie mécanique (avec un enjambeur). Le travail commence pour le chardonnay à la fin de l'automne, dès que la plante est en période de repos, avec la taille qui peut être préparée à la machine (la pré-tailleuse permet de broyer le haut des sarments), mais qui se fait essentiellement à la main. Cette taille est le plus souvent dans l'appellation en « guyot simple », avec une baguette de cinq à huit yeux et un courson de un à trois yeux (le nombre d'yeux francs est limité à huit). Pour le pinot noir, l'autre méthode autorisée pour l'appellation est la taille en « cordon de Royat » avec trois à cinq corsons de deux à trois yeux sur un bras (avec un nombre total d'yeux francs inférieur ou égal à dix), qui permet une taille plus tardive à la fin de l'hiver. Les sarments coupés sont brûlés, souvent sur place dans des brouettes.
Comme les maladies ou les accidents de charrue tuent chaque année quelques pieds, ceux-ci sont marqués avant l'hiver avec un ruban, puis ces ceps morts sont déracinés avec une machine (la tarière, montée sur l'enjambeur), un maximum de racines est arraché, laissant un trou pour la plantation du nouveau pied porte-greffe. Un labourage ou « griffage » peut être réalisé dans le but d'aérer les sols et de supprimer les herbes, complété par un buttage pour protéger les pieds du gel, avec débuttage au printemps. Les fils porteurs, piquets et tendeurs sont remis en état au cours de l'hiver pour obtenir des rangs bien palissés. À la toute fin de l'hiver et au début du printemps, la taille se termine : les branches sont ajustées à la longueur désirée, sont couchées à l'horizontale et attachée au fil de fer.
Au printemps, le producteur peut pratiquer un ébourgeonnage (echtinage : suppression d'une partie des sarments) dès que la vigne a commencé à pousser : cette méthode permet de réguler un peu les rendements d'améliorer l'alimentation des grappes et d'aéré la vigne (limitant ainsi les maladies). Le relevage est pratiqué lorsque la vigne commence à avoir bien poussé, ainsi que plusieurs rognages (consistant à passer l'enjambeur pour couper les rameaux de vignes qui dépassent du système de palissage) au début de l'été. Pour limiter l'enherbement entre les rangs (qui maintient de l'humidité) et empêcher les racines de se développer en surface, certains producteurs pratiquent un nouveau labourage ou passent la tondeuse, d'autres utilisent des herbicides (désherbage chimique). Pour protéger les pieds, les feuilles et les fruits des maladies cryptogamiques (mildiou, oïdium, pourriture grise, etc.) et des insectes ravageurs (eudémis et cochylis), plusieurs traitements des vignes sont pratiqués, avec des produits phytosanitaires (généralement chimiques, tel que la bouillie bordelaise contenant du sulfate de cuivre, utilisé comme fongicide) ou dans quelques cas avec des préparations biodynamiques. Des produits fertilisants sont utilisés, les viticulteurs faisant le choix entre les engrais chimiques et ceux naturels (compost ou fumier).
Une vendange en vert (coupe d'une partie des grappes lorsque les pieds sont trop chargés) peut être pratiquée : cette opération est faite dans le but de réguler les rendements et surtout de faciliter la maturité des raisins restants. Un effeuillage partiel peut être pratiqué au milieu de l'été, pour exposer les raisins à plus de soleil et limiter les maladies (qui sont favorisées par l'humidité). L'irrigation est interdite sur l'appellation. Enfin, la date du début des vendanges est choisie en fonction de la maturité du raisin (sa richesse en sucre) : le cahier des charges fixe un minimum en grammes de sucre par litre de moût de 178 en blanc, 180 en rouge, 187 en premier cru blanc et 189 en premier cru rouge (ce qui donnerait des vins faiblement alcoolisés, de 10,5 à 11,5 % vol), que les producteurs n'ont pas de mal à dépasser. Les vendanges sont le plus souvent réalisées manuellement dans l'appellation, systématiquement en premier cru, ce qui nécessite temporairement une importante main d’œuvre : il faut des coupeurs, des porteurs (de hottes ou de cagettes) et des trieurs (à la réception en cuverie). Sur les parcelles les moins valorisées, les vendanges peuvent être réalisées mécaniquement avec une machine à vendanger ou une tête de récolte montée sur un enjambeur.

### Rendements
Les rendements sont limités par le cahier des charges de l'appellation à un maximum de 57 hectolitres par hectare pour les blancs (55 hl/ha en premier cru) et à 50 hl/ha pour les rouges (48 hl/ha en premier cru).
Chaque année, ces rendements maximum sont modifiés à la hausse ou à la baisse par un arrêté du ministère de l'Agriculture, dans la limite des rendements butoirs de l'appellation, fixés à 64 hectolitres par hectare en blanc (62 hl/ha en premier cru) et à 58 hl/ha en rouge (56 hl/ha en premier cru). Ainsi, pour la récolte 2012, les rendements maximum sont réduits à 53 hl/ha en blanc (51 en blanc premier cru) et 48 hl/ha en rouge (46 en rouge premier cru). Pour le millésime 2011, le rendement a été au contraire légèrement augmenté uniquement en blanc, à 59 hl/ha (56 pour le premier cru). Comme toutes les autres appellations, le syndicat des producteurs de saint-aubin peut demander auprès de l'INAO un « volume complémentaire individuel » (VCI) pour compenser une possible année de production inférieure en quantité ou en qualité : il s'agit d'une partie de la récolte, comprise entre le rendement maximum de l'appellation et le rendement butoir (il s'agit d'un dépassement de rendement) qui peut être mise en réserve et vendue plus tard assemblée avec le millésime de l'année suivante (dans la limite de 15 %). Le VCI en saint-aubin blanc est limité à 11 hl/ha par année, avec un stockage maximal de 28 hl/ha (27 en premier cru), et en saint-aubin rouge à 10 hl/ha (9 en 1er cru), avec un stockage maximal de 25 hl/ha (24 en 1er cru).
Le rendement réel, qu'on connait grâce aux déclarations annuelles des producteurs auprès de l'administration, est logiquement un peu inférieur : par exemple le rendement moyen pour l'ensemble de l'appellation en 2012 était de 51 hectolitres par hectare,. Selon les Douanes, ils étaient en 2023 de 55 hl/ha en blanc et 49 hl/ha en rouge.

## Vins
La production annuelle représente (en moyenne de 2006 à 2010) 5 887 hectolitres (un hectolitre = 100 litres = 133 bouteilles de 75 cl) de vin blanc (dont 4 528 hℓ en premier cru) et 1 991 hectolitres de vin rouge (dont 1 411 hℓ en premier cru), soit une production totale de 7 878 hectolitres par an.
La récolte 2012 (mauvaise année en termes de volume) a fourni 8 265 hℓ de vin, dont 75 % en blanc. La production annuelle en 2005 était de 5 567 hℓ de blanc (dont 4 229 hℓ en premier cru) et 2 158 hℓ de rouge (dont 1 489 hℓ en premier cru), soit une production totale de 7 725 hectolitres : les producteurs de l'appellation plantent, surtout du chardonnay, le blanc étant en augmentation.
En 2023, la production de blanc était de 7 771 hl dont 5 888 hl de premier cru. En rouge, la production était de 1 221 hl, dont 882 hl de premier cru.
En dehors du saint-aubin, d'autres productions viticoles sont autorisées sur la commune : le côte-de-beaune-villages, le bourgogne (en rouge, rosé ou blanc), le bourgogne hautes-côtes-de-beaune (en rouge, rosé ou blanc), le bourgogne aligoté, le bourgogne-passe-tout-grains, le coteaux-bourguignons, le crémant de Bourgogne, le bourgogne-mousseux, la fine de Bourgogne et le marc de Bourgogne. Les parcelles bénéficiant d'un classement en appellation saint-aubin ne produisent quasiment que cette dernière, surtout celles en premier cru, la faible production de hautes-côtes-de-beaune et d'aligoté étant limitée aux parcelles situées tout en haut des versants, en dehors de l'aire d'appellation saint-aubin.
Les données de production des années récentes, telles que publiées par les Douanes, sont pour le blanc :
| Année | saint-aubin blanc | saint-aubin blanc | saint-aubin blanc | saint-aubin 1er cru blanc | saint-aubin 1er cru blanc | saint-aubin 1er cru blanc |
| Année | superficie (ha)   | production (hl)   | rendement (hl/ha) | superficie (ha)           | production (hl)           | rendement (hl/ha)         |
| ----- | ----------------- | ----------------- | ----------------- | ------------------------- | ------------------------- | ------------------------- |
| 2022  | 35,3              | 1 761             | 50                | 102                       | 5 116                     | 50                        |
| 2023  | 35,2              | 1 822             | 52                | 105                       | 5 888                     | 56                        |
| 2024  | 34,5              | 1 191             | 34                | 105                       | 4 492                     | 42                        |

et pour le rouge :
| Année | saint-aubin rouge | saint-aubin rouge | saint-aubin rouge | saint-aubin 1er cru rouge | saint-aubin 1er cru rouge | saint-aubin 1er cru rouge |
| Année | superficie (ha)   | production (hl)   | rendement (hl/ha) | superficie (ha)           | production (hl)           | rendement (hl/ha)         |
| ----- | ----------------- | ----------------- | ----------------- | ------------------------- | ------------------------- | ------------------------- |
| 2022  | 6,9               | 306               | 44                | 11,7                      | 529                       | 45                        |
| 2023  | 6,6               | 338               | 51                | 17,9                      | 882                       | 49                        |
| 2024  | 6,06              | 120               | 20                | 17,5                      | 418                       | 24                        |

### Titres alcoométriques volumiques
Les titres alcoométriques minimum et maximum repris dans le cahier des charges sont :
| Appellation et dénomination   | Blanc   | Blanc   | Rouge   | Rouge   |
| Titre alcoométrique volumique | minimal | maximal | minimal | maximal |
| Saint-aubin                   | 11 %    | 13,5 %  | 10,5 %  | 13,5 %  |
| Saint-aubin premier cru       | 11,5 %  | 14 %    | 11 %    | 14 %    |

### Vinification et élevage
Les techniques soustractives d’enrichissement sont autorisés en rouge dans la limite de 10 %, mais l'utilisation de pressoirs continus et de morceaux de bois est interdite par le cahier des charges. Les raisins vendangés sont triées, directement à la vigne ou à la cave avec une table de tri, ce qui permet d'enlever les raisins pourris, secs ou insuffisamment mûrs, ainsi que les insectes et débris végétaux. Les grappes sont le plus souvent éraflées à la machine (l'érafloir) pour limiter les tannins, l'amertume et l'acidité (certains producteurs n'éraflent pas, vinifiant en grappes entières). Il existe des petites différences de méthode de vinification et d'élevage entre les différents viticulteurs et négociants.

#### Vinification en blanc

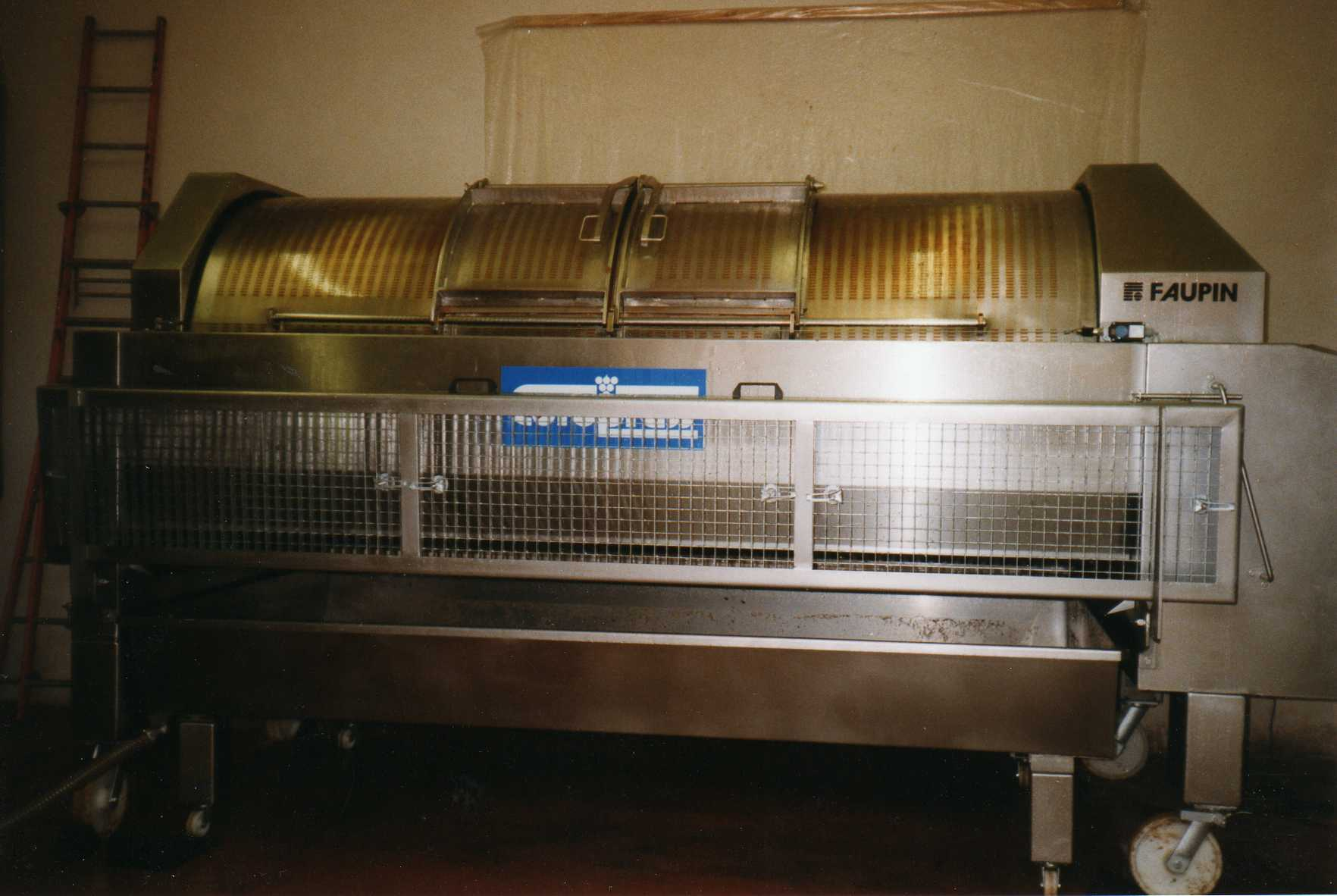
Pressoir pneumatique servant au pressurage.

Pour faire du vin blanc, les raisins sont transférés dans un pressoir souvent pneumatique pour un pressurage progressif. Une fois le moût en cuve, le débourbage (retrait par gravitation de ce qui reste de la pellicule, de la pulpe, etc.) est pratiqué pendant quelques heures, généralement après un enzymage. À ce stade, une stabulation préfermentaire à froid (environ 10 à 12 degrés pendant plusieurs jours) peut être recherchée pour favoriser l'extraction des arômes. Mais le plus souvent, après 12 à 48 heures, le jus clair est soutiré et mis à fermenter en fûts ou en cuves (ciment ou inox, thermorégulées). La fermentation alcoolique (due aux levures indigènes présentes sur la pellicule, ou bien après levurage) dure d'un à quatre mois avec un suivi tout particulier pour les températures qui doivent rester à peu près stables (18 à 24 degrés).
La chaptalisation est parfois pratiquée lors des années froides pour augmenter un peu le degré d'alcool, puis est lancée la fermentation malolactique. Ensuite les vins sont élevés « sur lies », souvent en fûts (appelés « pièce bourguignonne », de 228 litres), dans lesquels le vinificateur réalise régulièrement un « bâtonnage », c'est-à-dire une remise en suspension des lies (composées de bourbes fines et de levures mortes) en remuant le vin avec une tige en inox : cette opération dure pendant plusieurs mois au cours de l'élevage des blancs. quand l'éleveur du vin l'estime bien avancé, il va soutirer le vin pour retirer les lies. Le producteur peut aussi mettre une partie de son vin dans des fûts neufs ou vieux d'une année, ce qui donne un goût légèrement boisé au vin, avant d'en faire l'assemblage. Un élevage trop court donne des vins plus secs et « maigres », un élevage trop long donne des vins trop lourds et « manquant de fraîcheur ». À la fin, la filtration du vin est souvent pratiquée pour rendre les vins plus limpides et limiter les accidents de bouteille (les bactéries sont éliminées, mais cela « appauvrit » un peu le vin). La mise en bouteille (au domaine ou chez un intervenant) clôture l'opération.

#### Vinification en rouge
Pour faire du vin rouge, les raisins ne sont pas pressés immédiatement, pour que la matière solide (pépins, pellicule et pulpe) puisse donner de la couleur, des tanins et du goût au jus (traditionnellement, les raisins étaient seulement foulés). Une macération pré-fermentaire à froid est quelquefois pratiquée pendant plusieurs jours. La fermentation alcoolique peut démarrer, à partir des levures indigènes ou le plus souvent après un levurage. Se produit alors l'extraction des polyphénols (tanins et anthocyanes) et autres éléments qualitatifs du raisin (polysaccharides, etc.). L'extraction est favorisée par le pigeage, opération qui consiste à enfoncer jusqu'à deux fois par jour le chapeau de marc dans le jus en fermentation à l'aide d'un outil en bois ou aujourd'hui d'un robot pigeur hydraulique ; plus couramment, l'extraction est conduite par des « remontages », opération qui consiste à pomper le jus depuis le bas de la cuve pour arroser le chapeau de marc et ainsi lessiver les composants qualitatifs du raisin. Les températures de fermentation alcoolique peuvent être plus ou moins élevées suivant les pratiques de chaque vinificateur avec une moyenne générale de 28 à 35 degrés au maximum de la fermentation. La chaptalisation est réalisée si le degré d'alcool est insuffisant : cette pratique est réglementée.
À l'issue d'une fermentation alcoolique d'une dizaine de jours, le vin est décuvé (on obtient le vin de goutte) tandis que le marc restant est pressé (le vin de presse), puis le mélange des deux jus est d'abord débourbé quelques heures (par gravitation) puis la fermentation malolactique est lancée. Enfin, le vin est soutiré et mis en fûts (entonné) ou cuves pour son élevage : le vin s'enrichit lentement au contact des lies. Dans le cas de l'emploi de fût, plus favorable à une micro-oxygénation mais qui doivent être ouillés régulièrement, une partie du vin peut être mise dans des fûts neufs ou vieux d'une année, lui donnant un goût légèrement boisé. L'élevage se poursuit pendant plusieurs mois (12 à 24 mois) puis le vin est le plus souvent collé et filtré avant d'être mis en bouteilles.

### Gastronomie, garde et température
Les vins de l'appellation sont représentatifs de ceux du vignoble de la côte de Beaune par leurs caractéristiques (robe, nez et bouche), mais dans un moindre degré de finesse ou de concentration par rapport aux appellations plus réputées de la côte.
Les saint-aubin blancs ont une robe dorée ; le nez et la bouche sont marqués par le chardonnay, avec des notes plutôt florales (fleurs blanches : aubépine, acacia) ou fruitées (fruits jaunes : agrumes), souvent dominées par le passage en fût de chêne (notes boisées et vanillées). Les blancs se marient avec le jambon persillé, les terrines, les escargots de Bourgogne, tous les poissons y compris grillés, les fromages de chèvre, le comté (pas trop vieux ni trop fort), le beaufort et la famille des gruyères (suisse ou français).
Les saint-aubin rouges ont une robe rubis ; le nez et la bouche varient selon son climat et son producteur du fruité acidulé (fruits rouges : cerise, groseille, cassis ou fraise) au charpenté plus fort (parfois avec des tanins austères et une puissance alcoolique), certains plus sur les épices douces (réglisse) ou végétaux (sous-bois, champignon). L'élevage en fût de chêne rajoute des notes boisées et vanillées, atténuant les tannins, mais nécessite un peu de garde. Les rouges accompagnent de préférence les pièces de bœuf, le bœuf bourguignon, le pot-au-feu, les terrines, les pâtés, les abats, le porc, le pigeon ou la caille, l'agneau rôti, le veau braisé ou encore le lapin en civet. Il conviendrait avec les fromages forts bourguignons : l'époisses, le langres et L'Ami du Chambertin.
La plupart des rouges peuvent être ouverts dans leur jeunesse (dans ce cas il est judicieux de l'ouvrir à l'avance, voir de la carafer), mais la plupart sont plus austères et ont besoin de trois à six ans de garde. La température de service conseillée pour les blancs est de 11 à 12 °C, celle pour les rouges de 15 à 16 °C.

## Économie

### Structure des exploitations
Il existe des domaines viticoles de tailles différentes, ceux installés dans le village ou les communes voisines possédant le plus souvent plusieurs parcelles dispersées sur l'aire d'appellation, proposant ainsi une gamme de différents saint-aubin. Les producteurs plus lointains ne proposent en général qu'une cuvée en blanc, comme milieu de gamme avant de passer aux chassagne-montrachet et puligny-montrachet.
Une partie des domaines mettent tout ou une partie de leurs propres vins en bouteilles et s'occupent aussi de le vendre. Les autres, ainsi que ceux qui ne vendent pas tous leurs vins en bouteilles, les vendent aux maisons de négoce. Ces maisons de négoce achètent, en général, le vin fait (vin fini) mais parfois en raisin ou en moût. Elles achètent aux domaines en passant par un courtier en vin qui sert d'intermédiaire moyennant une commission de l'ordre de 2 % à la charge de l'acheteur. Plusieurs vignerons complètent leur production en achetant des moûts à d'autres viticulteurs.
Le prix de l'ouvrée de vignes (un hectare étant subdivisé en 24 ouvrées) au sein de l'appellation est estimé pour 2012 à environ 21 000 euros pour une parcelle de saint-aubin premier cru blanc (soit 490 000 € pour un hectare), de 15 000 € pour un premier cru rouge, de 10 000 € pour du saint-aubin blanc et de 7 700 € pour du rouge. À titre de comparaison avec les appellations voisines, l'ouvrée classée en bourgogne hautes-côtes-de-beaune est à 2 300 € en blanc (soit à 53 000 € l'hectare) et à 1 800 en rouge, tandis que les premiers crus de chassagne-montrachet sont à 85 000 € (712 000 € l'ha) et le grand cru montrachet est à 550 000 € (ce qui représenterait 12 850 000 € l'hectare).
Pour une comparaison entre les appellations, on peut aussi prendre les prix pratiqués (en € pour une pièce de 228 l) officiellement pour le calcul des fermages en 2024, qui fournissent une hiérarchie  :
- bourgogne hautes-côtes-de-beaune blanc, 1 190 ;
- saint-aubin blanc, 2 526 ;
- santenay blanc, 2 758 ;
- puligny-montrachet rouge, 2 991 ;
- chassagne-montrachet rouge, 3 612 ;
- santenay premier cru blanc, 3 868 ;
- saint-aubin premier cru blanc, 4 076 ;
- chassagne-montrachet blanc, 6 692 ;
- puligny-montrachet blanc, 7 254 ;
- chassagne-montrachet premier cru, 9 272 ;
- puligny-montrachet premier cru 11 397 ;
- chevalier-montrachet, 58 313 ;
- montrachet, 82 468.

### Commercialisation
Les vins d'une récolte sont autorisés à être mis sur le marché à destination des consommateurs seulement à partir du 31 mars de l'année qui suit.
La commercialisation de cette appellation se fait par divers canaux de vente : dans les caveaux du viticulteur, dans les salons des vins (vignerons indépendants, etc.), dans les foires gastronomiques, par exportation, dans les cafés, hôtels et restaurants, ainsi que dans les grandes et moyennes surfaces.

### Liste des producteurs
L'appellation saint-aubin étant réputée pour ses vins blancs depuis quelques décennies et les vignes étant bien moins chers que sur les communes voisines de la Côte (Chassagne, Puligny et Meursault), plusieurs producteurs bourguignons extérieurs à la commune y ont acheté des parcelles pour étendre leur gamme de vins.
| - Maison François d'Allaines, à Demigny ; - Domaine Charles Allexant et Fils, à Merceuil ; - Domaine Guy Amiot et Fils, à Chassagne-Montrachet ; - Domaine Jean-Claude Bachelet et Fils, à Saint-Aubin ; - Domaine Vincent Bachelet, à Chassagne-Montrachet ; - Maison Bader-Mimeur, à Chassagne-Montrachet ; - Domaine Bohrmann (Sofie Borhmann), à Meursault ; - Domaine Bouard-Bonnefoy, à Chassagne-Montrachet ; - Domaine Gilles Bouton et Fils, à Saint-Aubin ; - Domaine Chanson Père et Fils, à Beaune ; - Domaine Jean Chartron, à Puligny-Montrachet ; - Caveau de Chassagne Montrachet, à Chassagne-Montrachet ; - Maison Paul Chollet, à Savigny-lès-Beaune ; - Domaine Christian Bergeret et Fille, à Nolay ; - Françoise et Denis Clair (Jean-Baptiste Clair), à Santenay ; - Domaine Clavelier et Fils, à Comblanchien ; - Domaine Marc Colin et Fils, à Saint-Aubin ; - Domaine Darnat (Henri Darnat), à Meursault ; - Domaine Debray, à Beaune ; - Catherine et Dominique Derain, à Saint-Aubin ; - Domaine Gérard et Catherine Duchemin, à Sampigny-lès-Maranges ; - Domaine Duchemin - Jean Louis Contant, à Sampigny-lès-Maranges ; - Jean-Charles Fagot, à Corpeau ; - Domaine Jérôme Fornerot, à Saint-Aubin ; - Maison Alex Gambal, à Beaune ; - Maison André Goichot, à Beaune ; - JanotsBos (Richard Bos et Thierry Janots), à Beaune ; - Domaine Jomain, à Puligny-Montrachet ; - Domaine Labry Gilles, à Saisy ; - Patrick Lagrange, à Fixin ; - Domaine Sylvain Langoureau, à Saint-Aubin ; - Domaine Hubert Lamy, à Saint-Aubin ; - Domaine Larue (Didier Larue), à Saint-Aubin ; - Domaine Vincent Latour, à Meursault ; | - Maison Louis Latour, à Beaune ; - Maison Olivier Leflaive, à Puligny-Montrachet ; - Maison Sylvain Loichet, à Chorey-lès-Beaune ; - Domaine Maroslavac - Leger (Marc Maroslavac), à Puligny-Montrachet ; - domaine Matrot (Thierry et Pascale Matrot), à Meursault ; - Maison Aymeric Mazilly, à Meursault ; - Domaine des Meix (Christophe Guillo), à Combertault ; - Château de Messey (Marc et Vinciane Dumont), à Ozenay ; - Domaine EARL Patrick Miolane, à Saint-Aubin ; - Domaine André Moingeon et Fils, à Saint-Aubin ; - Maison de Montille, à Volnay ; - Domaine Jean-Jacques Morel, à Saint-Aubin ; - Veuve Henri Moroni, à Puligny-Montrachet ; - Le Manoir Murisaltien - Demessey (Brigitte Cathiard), à Meursault ; - Domaine des Petits Champs Lins (Diane et Jean-Luc Fouquerand), à Meursault ; - Maison Louis Picamelot, à Rully ; - Domaines Famille Picard, à Chassagne-Montrachet ; - Domaine Fernand et Laurent Pillot, à Chassagne-Montrachet ; - Domaine Paul Pillot, à Chassagne-Montrachet ; - Domaine du Château de Pommard, à Pommard ; - EARL Pouleau-Ponavoy, à La Rochepot ; - Domaine Bernard Prudhon, à Saint-Aubin ; - Domaine Henri Prudhon & Fils, à Saint-Aubin ; - Domaine Vincent Prunier, à Auxey-Duresses ; - Caveau de Puligny-Montrachet, à Puligny-Montrachet ; - Domaine Joël Remy, à Sainte-Marie-la-Blanche ; - Domaine François et Blandine Rocault, à Baubigny ; - Caves Ropiteau Frères (groupe Boisset), à Meursault ; - Domaines Roux Père & Fils, à Saint-Aubin ; - Cave de Saint-Aubin, à Saint-Aubin ; - Château de Santenay, à Santenay ; - Domaine Gérard Thomas et Filles, à Saint-Aubin ; - Domaine Henri de Villamont, à Savigny-lès-Beaune ; - Cave du Val d'Or, à Nolay. |